# Cappella di San Brizio

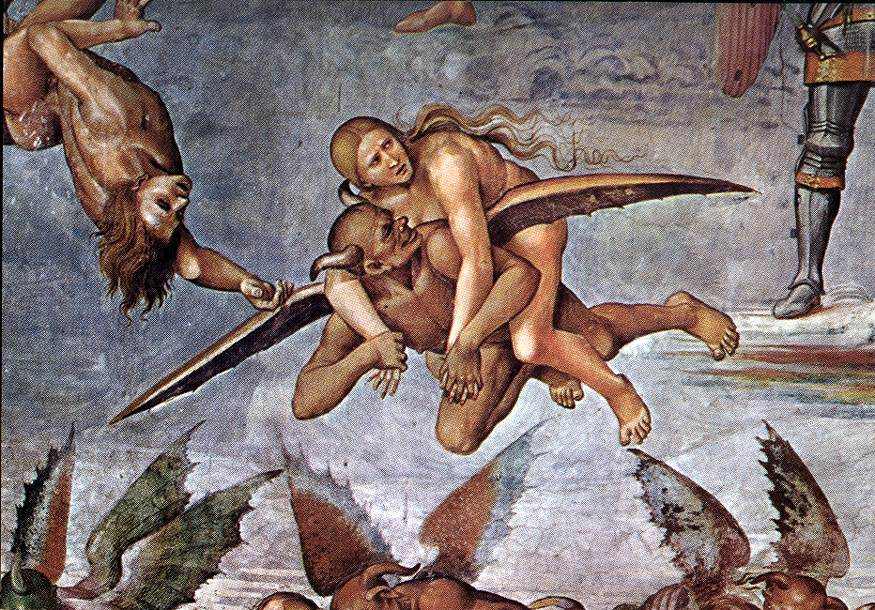
Dannati all'Inferno (dettaglio)

La cappella di San Brizio, o cappella Nova, si trova nel transetto destro del duomo di Orvieto. È celebre per il ciclo di affreschi con Storie degli ultimi giorni, avviato nelle vele da Beato Angelico e Benozzo Gozzoli nel 1447 e completato da Luca Signorelli nel 1499-1502.
Per l'originalità spaziale e iconografica e per la singolarità del tema, la cappella costituisce un unicum nell'arte.

## Storia

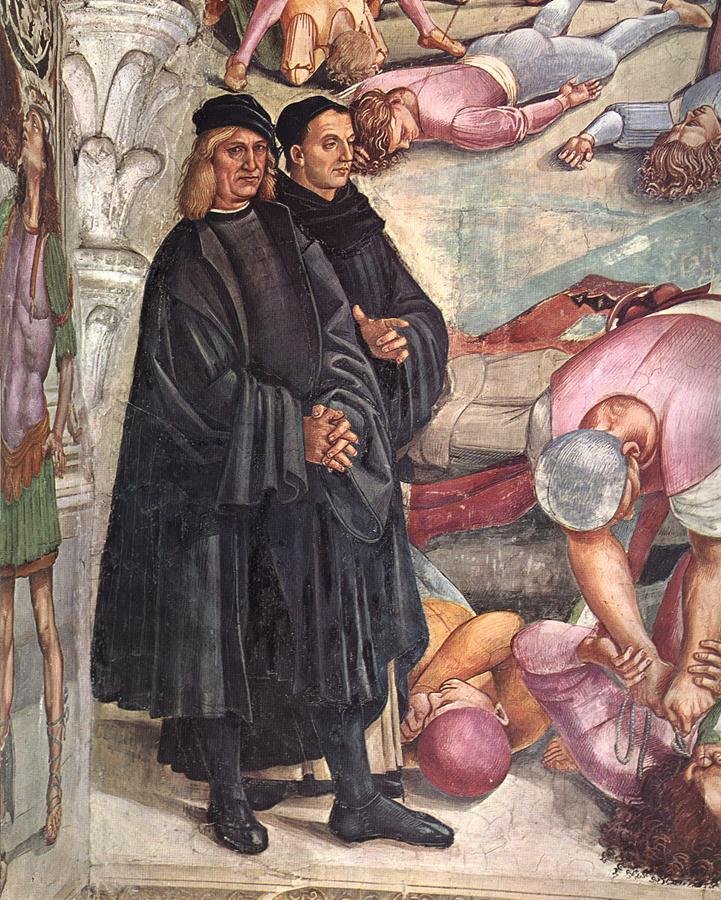
Signorelli e Beato Angelico, scena della Predica e fatti dell'Anticristo

### Edificazione
L'edificazione della cappella iniziò nel 1396 grazie al lascito testamentario dell'orvietano Tommaso di Micheluccio, che desiderava fosse creata una cappella intitolata alla Vergine Incoronata. Dal 1408 è documentato il primo maestro costruttore, Cristoforo di Francesco da Siena.
Si trattò di ampliare il corpo di fabbrica duecentesco di Lorenzo Maitani, studiando modi per integrare gli archi rampanti che sostenevano la struttura. Si finì per mantenere quasi tutto, con lo stesso forte spessore delle murature e con il mascheramento dell'arco rampante all'interno con un contrarco a tutto sesto dall'imposta molto bassa, che venne utilizzato per delimitare due cappelline: quella dei Corpi Santi di Faustino e Parenzo e destra e quella della Maddalena (poi detta di Gualterio) a sinistra. Il lavoro venne completato nel 1425.

### La prima fase della decorazione
Nel 1447 l'Opera del Duomo assegnò la decorazione ad affresco della cappella al Beato Angelico, che in quel momento era a Roma, al servizio di Niccolò V. L'artista fiorentino, che era già stato contattato l'anno prima dal maestro vetraio del Duomo di Orvieto Francesco Baroni, era infatti interessato ad allontanarsi dalla calura estiva romana, spostandosi infatti a giugno. Con lui viaggiò la sua comitiva di aiuti attivi anche nella Cappella Niccolina, come testimoniano i documenti di pagamento, in cui erano presenti Benozzo Gozzoli, Giovanni Antonio da Firenze e Giacomo de Poli; in città si aggiunse poi il pittore locale Pietro di Nicola Baroni.
Pare che il tema degli affreschi, il Giudizio Universale, venne deciso con la consulenza dell'Angelico, che era dopotutto frate domenicano ben preparato in teologia.
A Orvieto l'Angelico restò quindici settimane, riempiendo due delle enormi vele della campata sopra l'altare (Cristo Giudice tra angeli e Profeti): il fatto che due spazi così vasti venissero completati in tre mesi e mezzo dimostra la rapidità esecutiva della bottega dell'Angelico, con una limitata autografia del maestro, al quale sono assegnate solo alcune parti. Nel settembre 1447 Angelico e il suo entourage ripartivano per Roma, forse intenzionati a ritornare in terra umbra l'anno successivo. Ciò non avvenne e nel 1449 il contratto doveva essere già annullato, poiché il Gozzoli, in città dal luglio al dicembre di quell'anno, ormai affrancato dall'apprendistato, tentò senza successo di farsi riassegnare l'incarico.
Nel 1455, per proteggere meglio le volte dalle infiltrazioni, venne rialzato il tetto.

### Seconda fase della decorazione

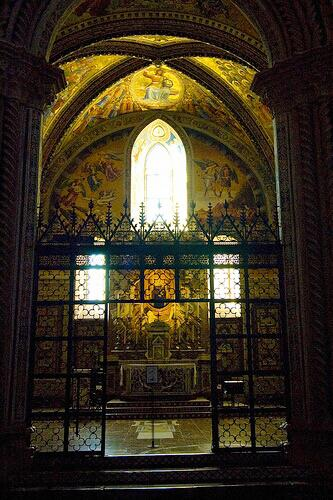
La cappella

Il programma decorativo restò fermo per almeno quarant'anni, quando si provò di accordarsi Antonio da Viterbo detto il Pastura e soprattutto, per quasi dieci anni, col Perugino le cui richieste vennero però ritenute troppo onerose. Solo il 5 aprile del 1499 l'incarico di proseguire i lavori venne affidato a Luca Signorelli, pittore cortonese allora attivo tra Toscana, Umbria e Marche. Da un esame della ricca documentazione pervenuta appare chiaro che la scelta cadde su di lui per ragioni di convenienza economica (il prezzo proposto era più discreto di quello del Perugino) e per la fama di artista efficiente e rapido.
Il contratto venne infatti mantenuto con solerzia: un anno dopo, il 23 aprile 1500, le volte erano già concluse e l'artista aveva già preparato i disegni per il resto della decorazione "dalle volte in giù", che gli vennero allogate pochi giorni dopo per un costo di 575 ducati. Venne confermato il tema del Giudizio, sulla spinta dei turbamenti causati dal precipitare della situazione politica e sociale italiana negli anni novanta del Quattrocento e dei presagi catastrofici sull'avvicinarsi della metà del secondo millennio. Per le scelte iconografiche vennero espressamente interpellati dei maestri in teologia, tra cui dovette avere un ruolo di primo piano l'arcidiacono del Duomo Antonio Alberi, che si fece appositamente costruire una libreria accanto alla cappella dotandola di ben 300 volumi sulla teologia, la filosofia, la storia e la giurisprudenza. Tra le fonti letterarie usate ci sono sicuramente i Vangeli, l'Apocalisse di Giovanni, la Leggenda Aurea e anche le Rivelazioni di santa Brigida, che erano state stampate a Lubecca nel 1492. Inoltre l'artista, nell'elaborare le scene, dovette trarre spunto dalle stampe tedesche, se non l'Apocalisse di Dürer, pubblicata nel 1498, almeno le illustrazioni del Liber Chronicarum di H. Schedel edito a Norimberga nel 1493.
Già nel 1502 il ciclo era concluso in tutte le sue parti, anche se i pagamenti si protrassero almeno fino al 1504.

### Vicende successive

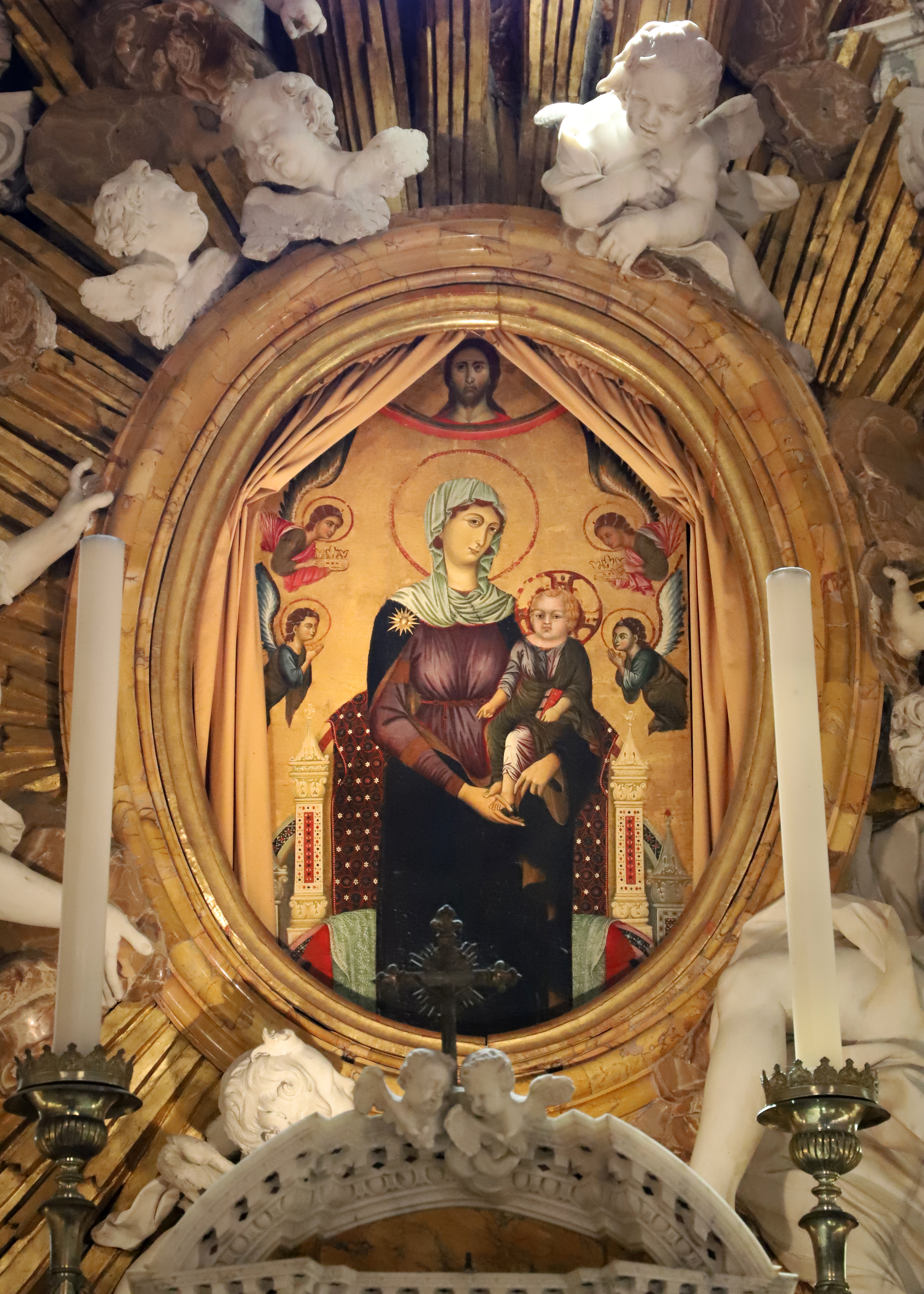
La Madonna di San Brizio

La cappella venne chiamata "Nova", essendo l'ultima eseguita dopo quella del Corporale, fino al 1622, quando vi fu traslata la venerata immagine della Maestà della Tavola, un dipinto miracoloso che si riteneva eseguito da san Luca, in realtà opera della fine del XIII o dell'inizio del XIV secolo. Questa reliquia veniva anche detta "Madonna di San Brizio", poiché nel 1464 era stata aggiunta accanto alla Vergine l'immagine del santo, poi rimossa; essa finì per dare il nome all'intera cappella, detta anche semplicemente di San Brizio.
L'altare detto "della Gloria", sulla parete di fondo, è opera di Bernardino Cametti del 1715, in marmo, commesso e alabastro. Il paliotto in velluto cremisi e argento risale al 1704 ed è opera del romano Angelo Cervosi. I sei candelieri in argento sulla mensa sono opera di Michele Borgianni (1711-1712), a cui ne vennero aggiunti altri quattro nel 1716.
A sinistra dell'altare, su un plinto ligneo, una lampada votiva in argento e smalti del 1947 (opera del cesellatore Maurizio Ravelli), venne consacrato per lo scampato pericolo dei bombardamenti durante la guerra.

## Descrizione
La cappella è organizzata in due grandi campate, coperte da volte a crociera, generanti sei lunettoni dei quali uno è in parte occupato dal portale d'ingresso e un altro, opposto, è diviso in due semilunette dalla finestra gotica che sormonta l'altare.
L'arco d'ingresso è sormontato da un grande rosone gotico doppio e da un lunettone con coppie di angeli attribuiti ad Antonio da Viterbo, con ai fianchi le statue di Adamo e di Eva di Fabrio Toti sotto nicchie in marmi bianchi e rossi di Simone Mosca.
La cappella è chiusa da una cancellata in ferro battuto di Gismondo di Graziano (1516), eseguita a imitazione di quella della Cappella del Corporale.

### Affreschi

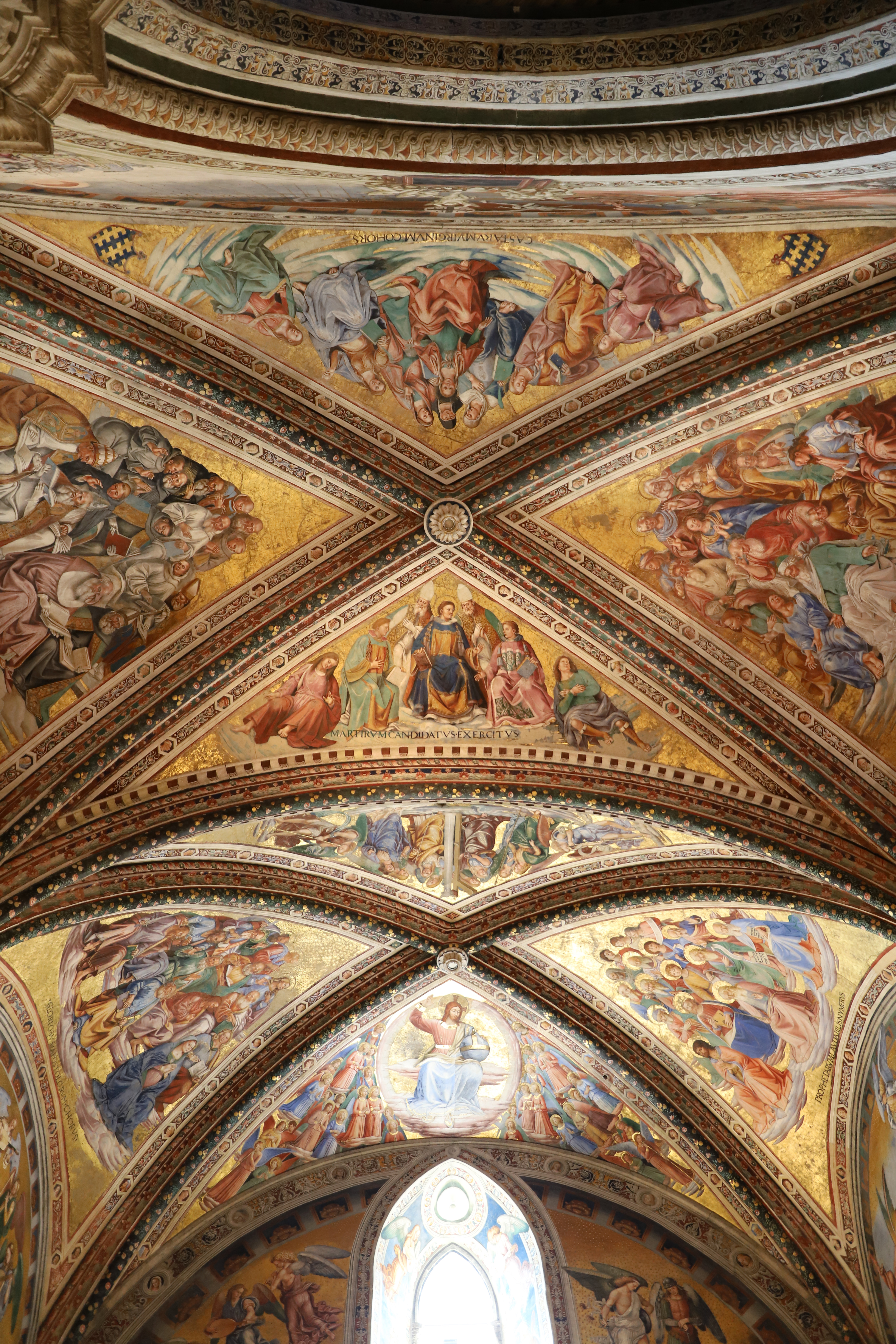
Le volte

Le volte sono organizzate in vele su fondo oro, divise da costoloni con motivi vegetali e da cornici in stile gotico, con fasce a sfondo rosso decorate da motivi tratti dalla miniatura, intervallati da esagoni con testine.
Le pareti sono dipinte con lunettoni nella parte superiore, inquadrati da arconi dipinti con cassettoni con rosette sporgenti; essi sono idealmente arretrati di circa due metri, lasciando un ampio palcoscenico alla base degli affreschi in cui le figure si muovono come se stessero uscendo dai dipinti. Si tratta di un'originale soluzione compositiva che, sebbene non sia calibrata per il punto di vista ribassato dello spettatore, ha il merito di trasformare l'architettura gotica della cappella in uno spazio rinascimentale, quadrandone le misure come se fosse tanto largo quanto alto. Signorelli concepì la cappella "non come una scatola, ma come una sfera in cui tutti i punti hanno lo stesso valore attorno al fulcro rappresentato dall'uomo-spettatore".
Tutte le ombre sono generate da una medesima fonte di luce, situata in corrispondenza delle finestre della parete di fondo.
Le scene sono:
- Predica e fatti dell'Anticristo
- Finimondo
- Resurrezione della carne
- Dannati[12]
- Beati
- Paradiso
- Inferno

La fascia inferiore è scandita da un finto colonnato di paraste reggenti una trabeazione dipinta con un ricchissimo fregio a grottesche su fondo oro. La zoccolatura è dipinta a lastre che imitano i rilievi di sarcofagi romani, intervallate dalle basi delle paraste. I riquadri sono decorati da partiture a grottesche in cui sono inserite, al centro, finestre con ritratti di uomini illustri, poeti e scrittori. Molti di essi sono ritratti in maniera da confondere l'occhio dello spettatore, sfogliando libri che pare escano dal davanzale in scorcio. Alcuni di loro hanno vicini anche dei medaglioni in grisaille che commentano la loro opera o illustrazioni della Divina Commedia.
Completano la figurazione, negli sguanci delle finestre, gli arcangeli Raffaele con Tobiolo e Gabriele (a destra), Michele in atto di pesare le anime e in atto di respingere un demonio (a sinistra) e i santi vescovi Brizio e Costanzo, protettori di Orvieto (al centro), mentre nella cappellina ricavata nello spessore della parete laterale si trova un Compianto sul Cristo morto tra i santi Parenzo e Faustino.
L'effetto generale è di altissimo coinvolgimento dello spettatore, che ha la sensazione di entrare nella scena dipinta come parte di essa.
Da un punto di vista pittorico, il ciclo mostra una qualità altalenante e una certa macchinosità teatrale, che però è bilanciata da idee figurative di indimenticabile efficacia, spesso novità assolute per l'arte italiana. Se la vista d'insieme può apparire tumultuosa e confusa, nel dettaglio si può comprendere appieno la genialità di Signorelli quale "inventore" e "illustratore", come lo definì Berenson.

#### Volte

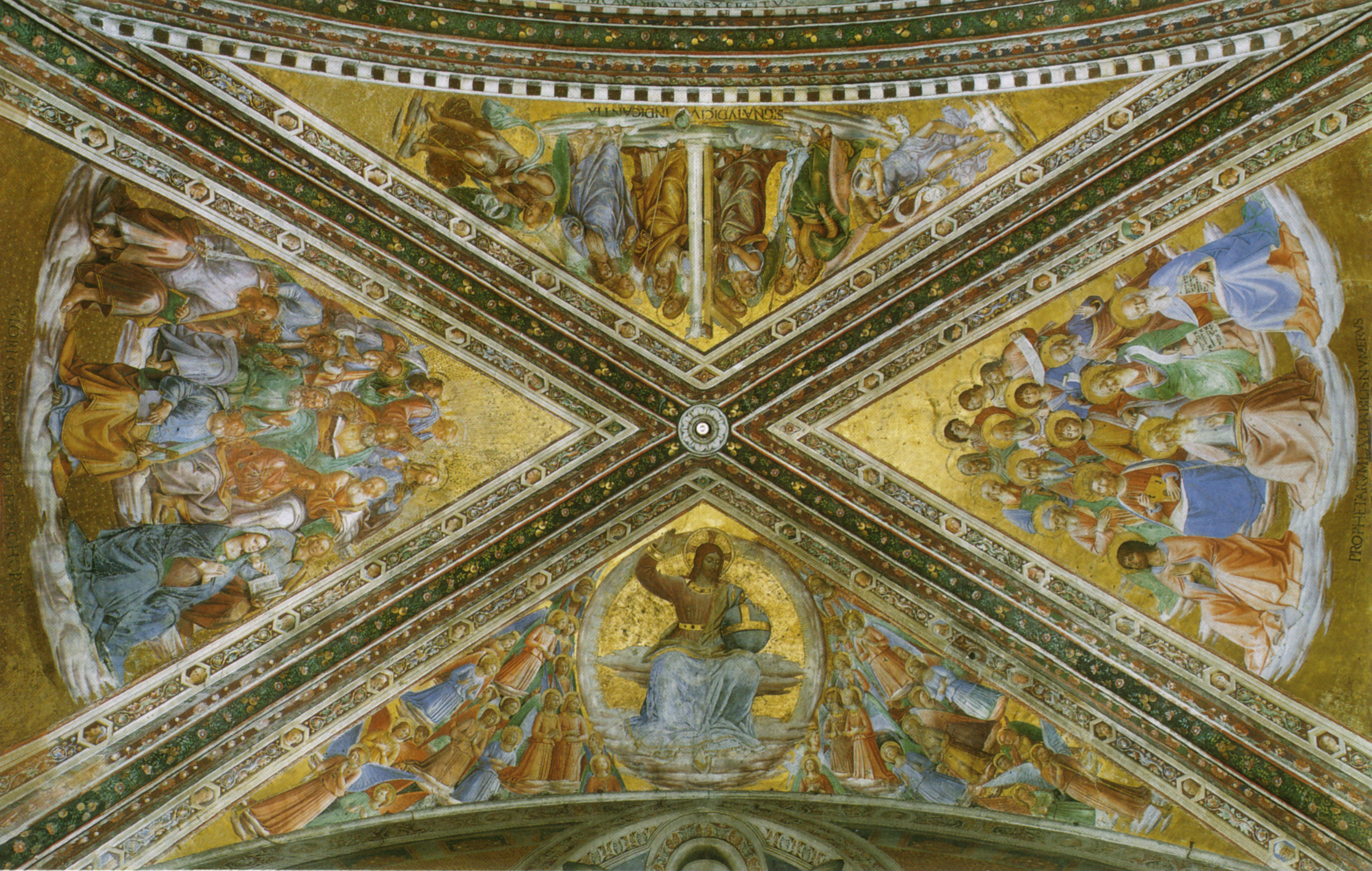
La prima campata

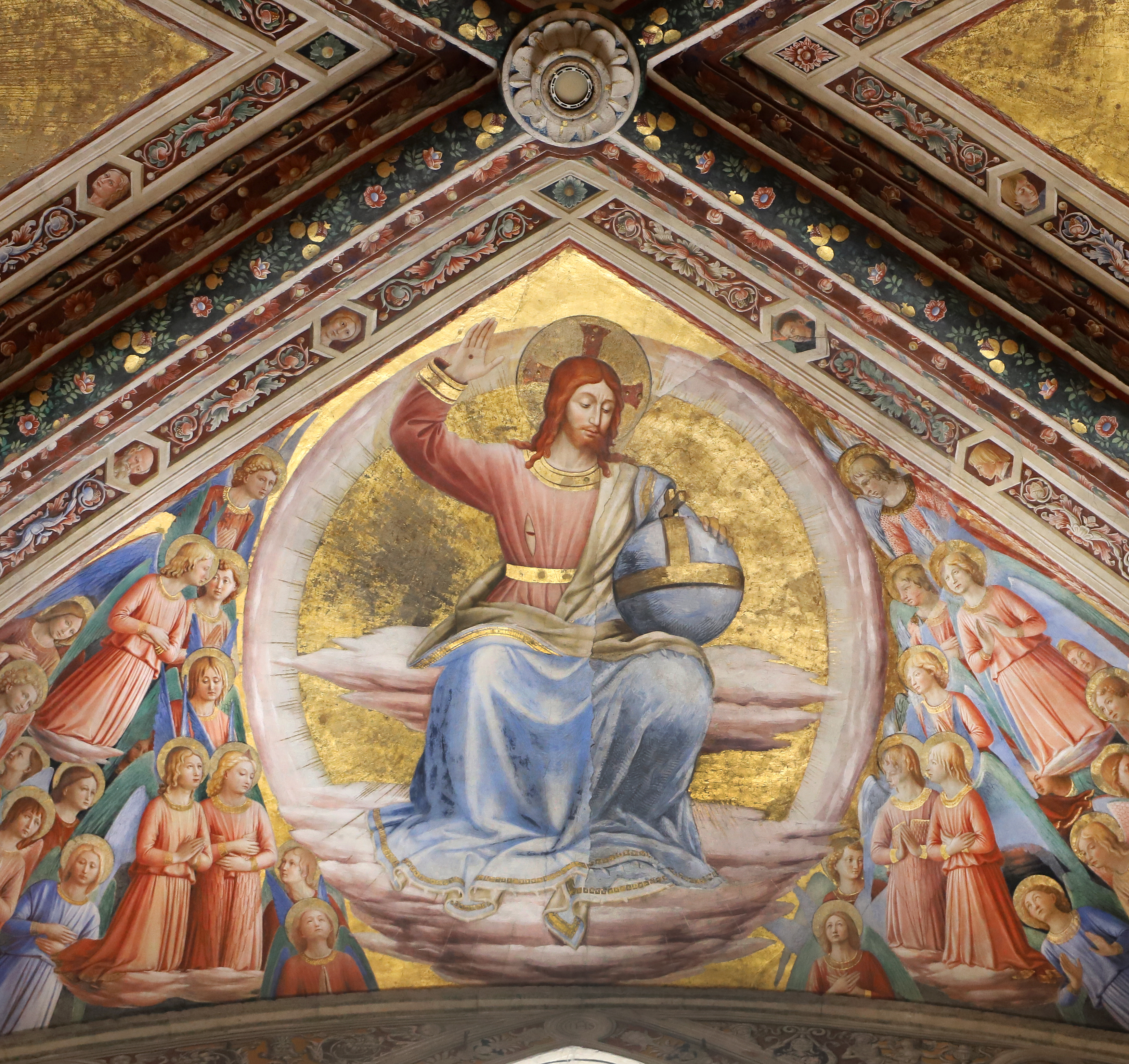
Angelico, Cristo giudice

La volta è divisa in otto vele, delimitate da fasce decorative con motivi vegetali. Sono dell'Angelico quella al di sopra dell'altare con Cristo giudice tra angeli e quella immediatamente a destra con Sedici profeti (nel cartiglio "Prophetarum laudabilis numero"). Sono ritenuti autografi del maestro la figura, piuttosto danneggiata, del Cristo, un gruppo di angeli a sinistra e alcuni profeti seduti. Al Gozzoli sono invece assegnate le bordure decorative con testine, tra cui una somigliante a un pregevole disegno con Testa di giovane chierico nella Royal Library del Castello di Windsor (n. 12812); tra queste testine spiccano anche quelle di un giovane biondo, di un ragazzo col turbante, di un giovane affacciato al di fuori dell'esagono, di una bambina con cuffietta e infine di un autoritratto dell'autore. L'assegnazione di altre parti al Gozzoli, come molti degli angeli vicini al Cristo e di tre profeti, è oggetto di controversie nella critica.
L'Angelico e il suo gruppo sono responsabili anche delle fasce decorative sui costoloni e nelle vele anche dell'altra campata.
Tutte le altre vele sono del Signorelli, che vi ritrasse: 
- Apostoli ("Gloriosus Apostolorum chorus"), prima campata a sinistra
- Simboli della Passione e preannuncio del Giudizio con angeli ("Signa iudicium indicantia"), prima campata verso l'ingresso
- Martiri ("Martyrum candidatus exercitus"), seconda campata verso l'altare
- Patriarchi ("Nobilis Patriarcharum cetus"), seconda campata a sinistra
- Dottori della Chiesa ("Doctorum sapiens ordo"), seconda campata a destra
- Vergini ("Castarum Virginum cohors"), seconda campata verso l'ingresso

La resa pittorica tra le scene dell'Angelico e quelle di Signorelli è molto diversa: il primo riponeva nella decorazione della parete la stessa cura al dettaglio e la stessa finitezza che impiegava nelle opere su tavola, trascurando che essa doveva essere vista da quindici metri di distanza, poiché all'epoca, secondo un'impostazione ideologica tipicamente medievale, la pittura era ancora soprattutto un'offerta a Dio, che era quindi il fruitore ideale delle scene; per Signorelli invece tutto è ormai legato allo spettatore, con una qualità più sbrigativa, che permettesse anche di venire incontro alle richieste dei committenti.

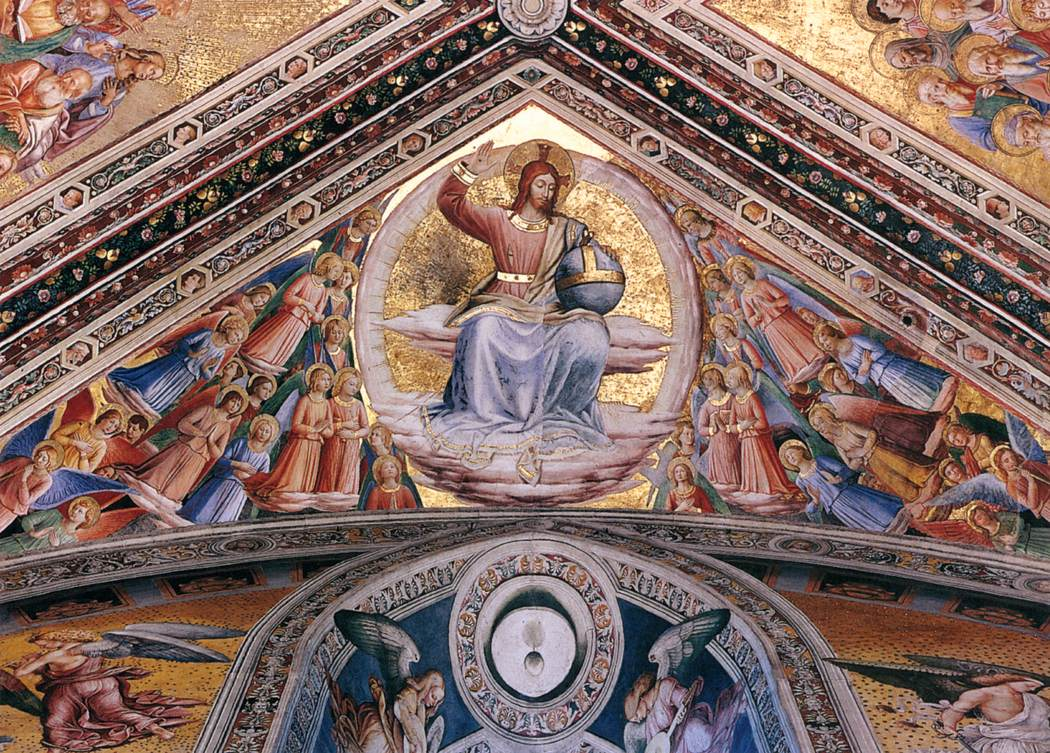
Angelico e aiuti, vela del Cristo giudice
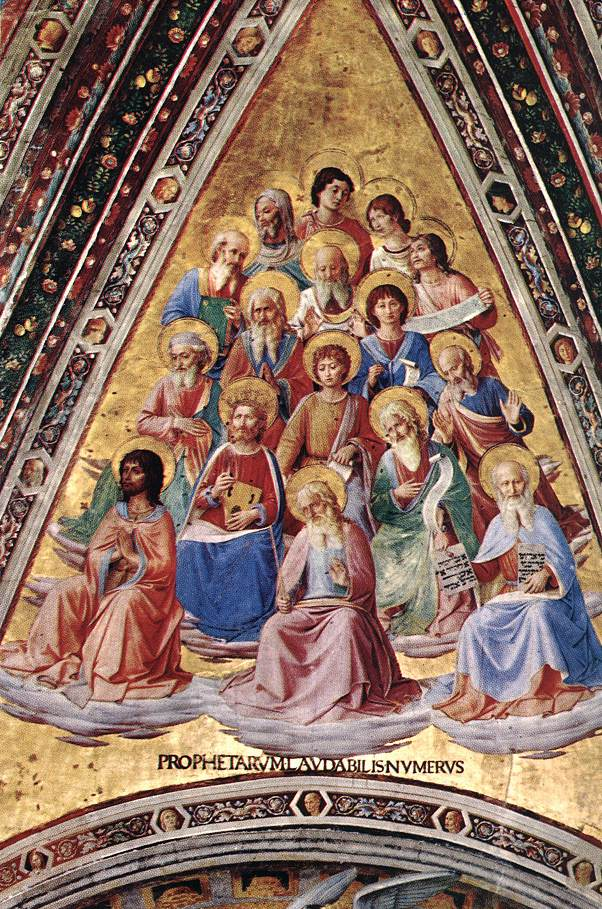
Angelico e aiuti, Profeti
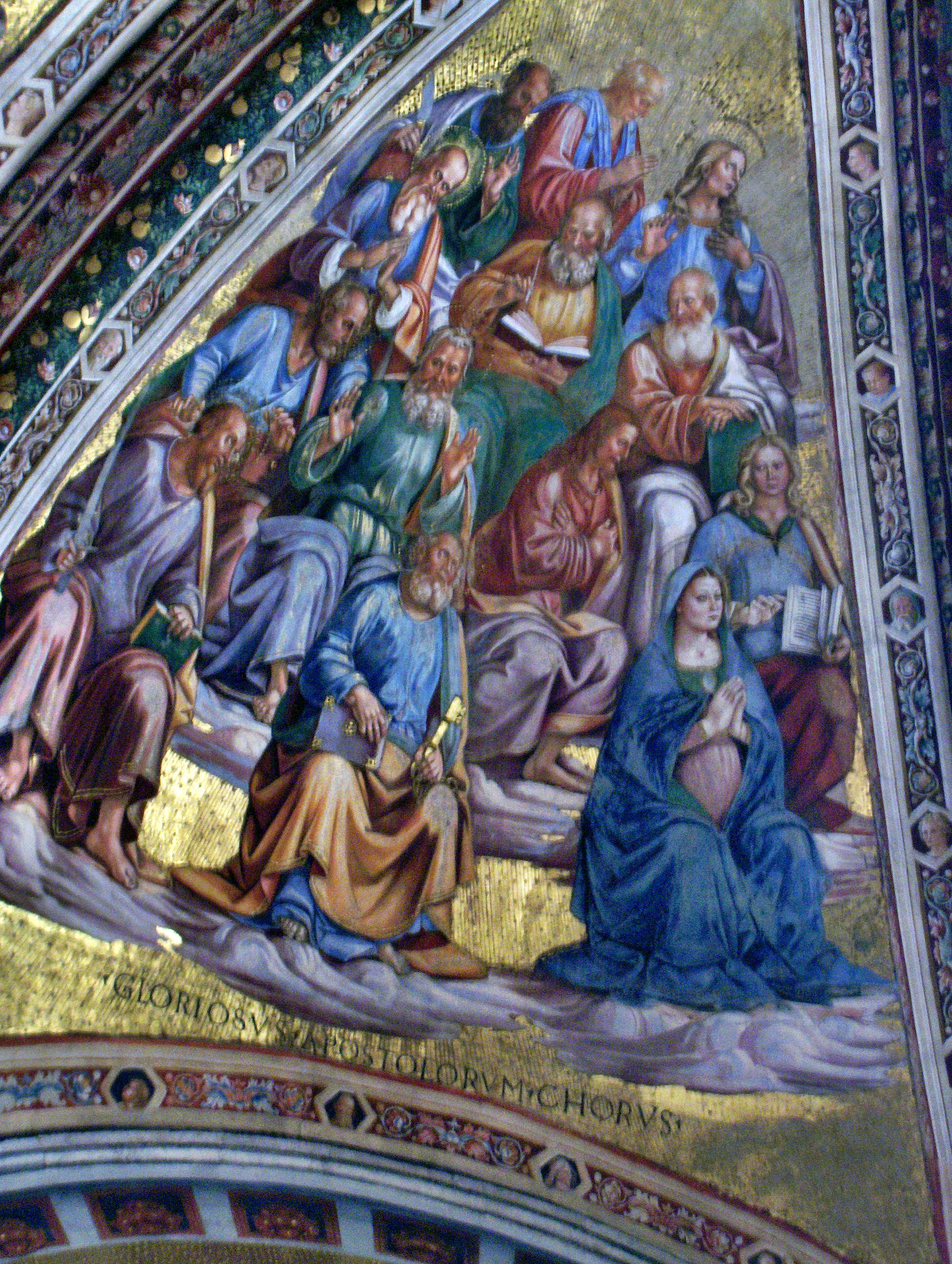
Signorelli, Apostoli
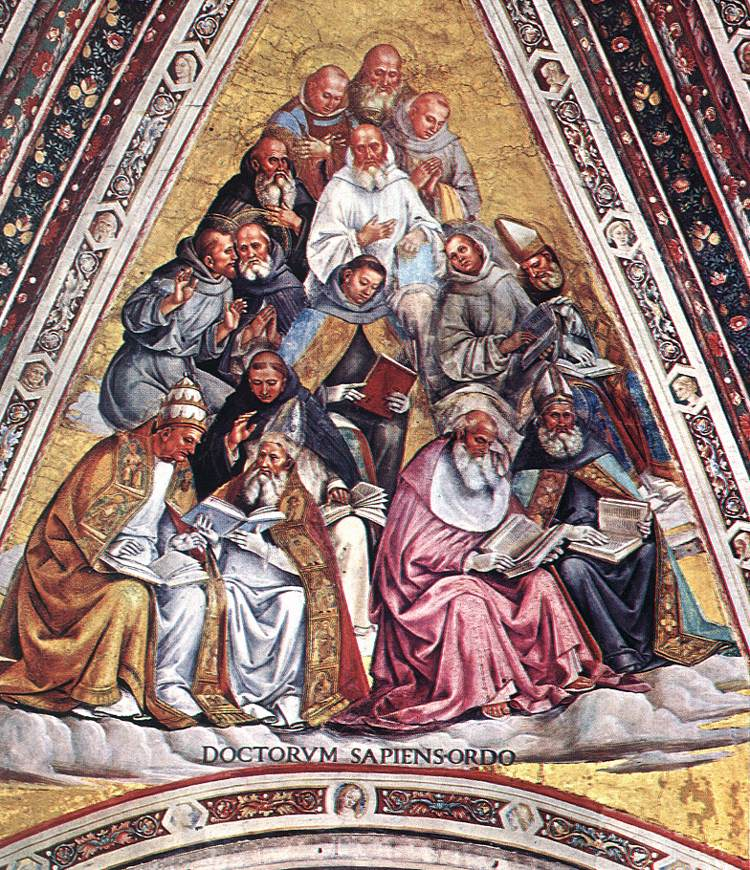
Signorelli, Dottori della Chiesa

#### Predica e fatti dell'Anticristo

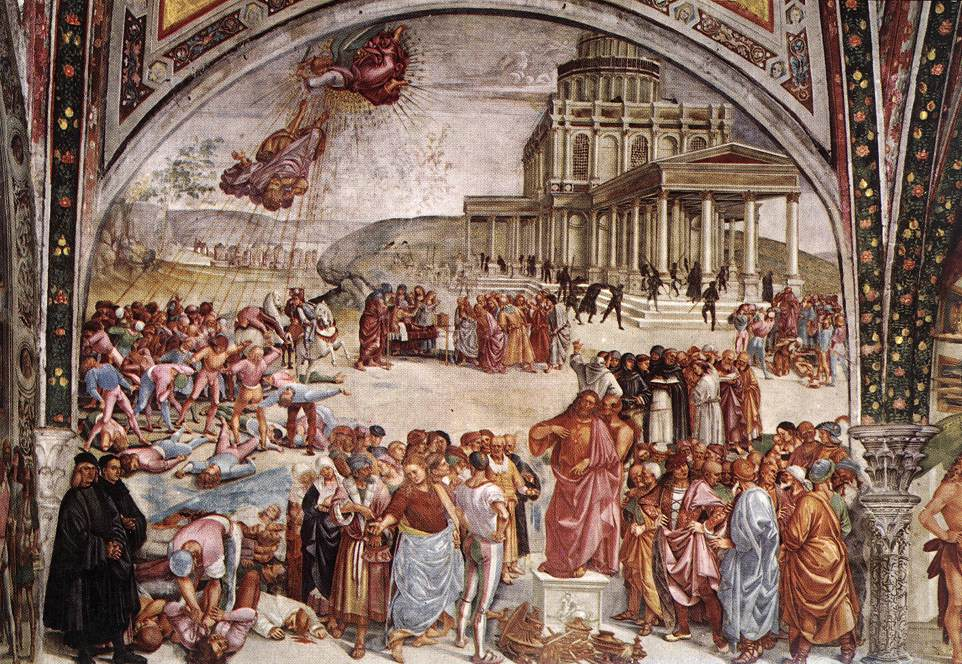
Predica e fatti dell'Anticristo

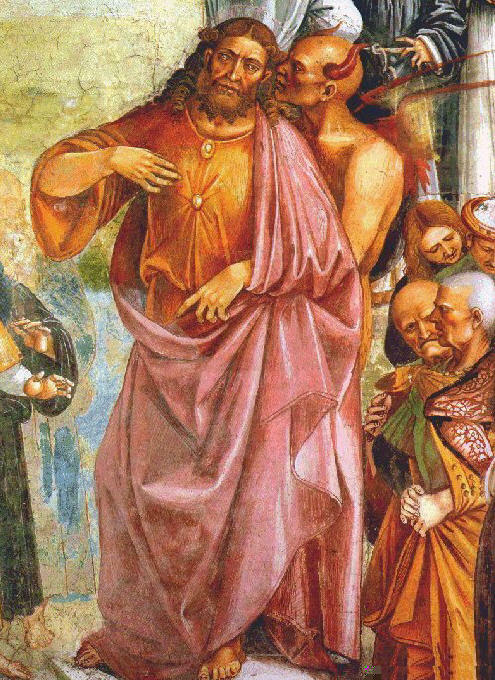
L'Anticristo

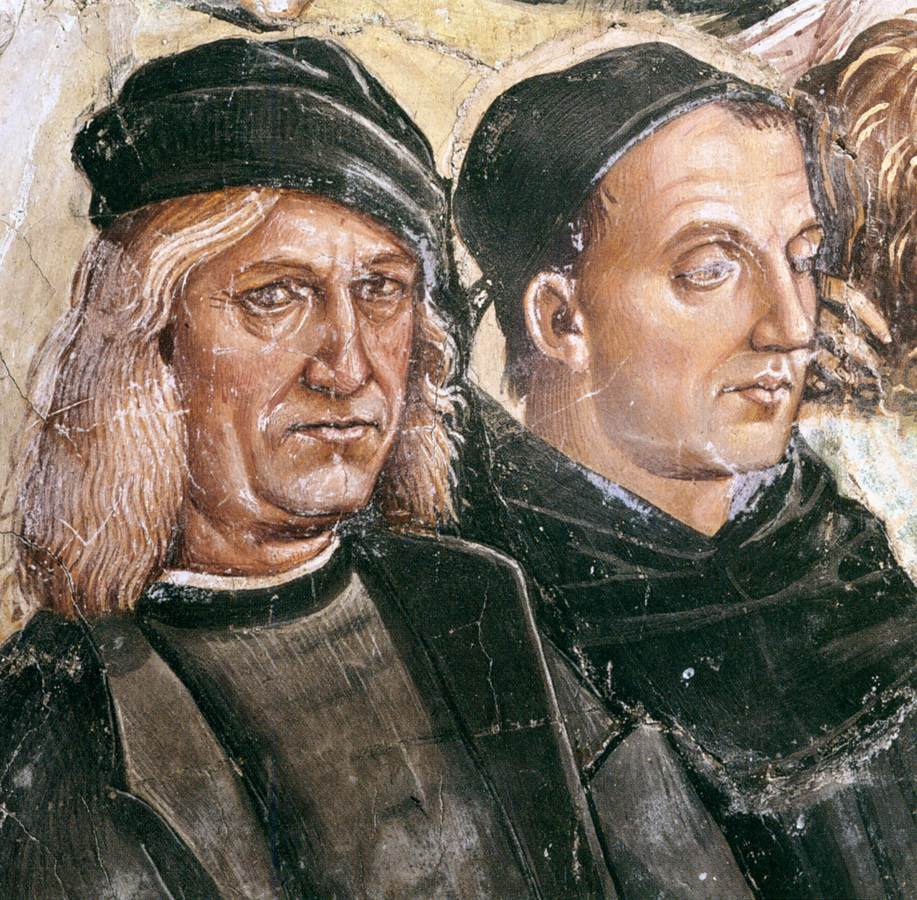
Signorelli e Angelico

Il ciclo inizia con la lunetta della Predica e fatti dell'Anticristo, la prima a sinistra dell'ingresso. Si tratta di un caso unico nell'arte italiana di rappresentazione in chiave monumentale della leggenda dell'Anticristo, tratta dal De ortu et tempore Antichristi, testo legato all'angosciosa attesa dell'anno Mille variamente attribuito, e dalla Leggenda Aurea. La venuta di falsi Messia inoltre si trova nelle parole profetiche sugli Ultimi Giorni del Vangelo di Matteo (24, 5-10).
L'Anticristo si trova su un piedistallo in primo piano, mentre predica alla folla. Egli assomiglia nelle fattezze a Gesù, ma è mosso dal Diavolo che gli suggerisce le parole all'orecchio e guida i suoi gesti come un pupazzo: felice è l'invenzione del braccio di Satana che "entra" in quello dell'Anticristo come se fosse un guanto. Lo circonda una folla varia, che ha accumulato ai suoi piedi ricchi doni e appare già corrotta dalle sue parole: a sinistra un uomo sta compiendo un efferato massacro, una giovane donna sta ricevendo il prezzo della prostituzione da un anziano mercante e altri uomini sono caratterizzati in atteggiamenti spavaldi.
I personaggi hanno vesti contemporanee e Vasari vi riconobbe vari ritratti: Cesare Borgia (all'estrema sinistra, col cappello rosso, barba e capelli biondi), Pinturicchio, Paolo e Vitellozzo Vitelli, Giovanni Paolo e Orazio Baglioni, l'erede dei Monaldeschi (a destra del piedistallo con le mani sui fianchi), Enea Silvio Piccolomini (l'uomo calvo e corpulento). Molti vi hanno letto un riferimento diretto alle vicende contemporanee di Girolamo Savonarola, predicatore che infuocò di ardore religioso la città di Firenze prima di essere condannato come eretico da papa Alessandro VI e mandato al rogo il 23 maggio 1498: dopotutto, nonostante la controversa accusa, Orvieto restava una città fedelmente papista, quindi disposta ad accogliere un tale messaggio, e lo stesso Signorelli, già protetto dai Medici, non vedeva sicuramente di buon occhio il rovesciamento democratico a Firenze stimolato dal frate. A riprova dell'identità tra Savonarola e l'Anticristo esiste anche un passo dell'Apologia di Marsilio Ficino (1498), in cui il ferrarese è definito "falso profeta".
Lo sfondo mostra uno scenario molto ampio e profondo, dominato da un enorme edificio classico, dalla prospettiva distorta. Probabilmente è una rappresentazione del tempio di Salomone di Gerusalemme e quindi della Chiesa stessa. Si tratta di un edificio a pianta centrale con quattro pronai, che in pianta assumono la forma di croce greca, con al centro un doppio tiburio e, verosimilmente, una cupola che va oltre lo spazio pittorico. Tutta la base del tempio è animata da soldati neri, piccole figure aggiunte a secco dopo la stesura ad affresco.
Anche in secondo piano avvengono orrori e prodigi che chiariscono il messaggio della scena principale, con una vivace correlazione narrativa. A destra l'Anticristo ordina le esecuzioni capitali di Enoch ed Elia, mentre al centro fa un miracolo risorgendo un morto per avvalorare la sua falsa identità. Gli fanno resistenza, poco sotto, un gruppo di religiosi che, consultando le Scritture, riconoscono la sua falsa figura e si stringono con la preghiera e la fede come in una compatta cittadella. Forse, rendendosi conto dell'avverarsi delle profezie, stanno facendo il conto degli ultimi giorni, i 1290 giorni di dominio anticristiano profetizzati da Daniele.
A sinistra infine avviene l'epilogo della vicenda dell'Anticristo, con l'Arcangelo Michele che lo colpisce in cielo con la spada, facendolo precipitare, ed inviando una serie di raggi infuocati che uccidono i suoi sostenitori.
Si tratta della scena migliore dell'intero ciclo, almeno in termini di originalità narrativa e di evocazione fantastica: ciò è suggellato dalla presenza, all'estrema sinistra, di due personaggi in abito nero che rappresentano, secondo tradizione l'autoritratto di Signorelli e, dietro di lui, un ritratto di Beato Angelico con l'abito domenicano. Signorelli indossa una berretta e un mantello nero, abiti di rango, ed è sui cinquant'anni, vitale e di bella presenza come lo descrisse Vasari che l'aveva conosciuto personalmente in tenera età. Scarpellini scrisse che la sua presenza a margine della scena assomiglia a quella di un regista compiaciuto per la riuscita del suo spettacolo e si presenta alla platea per ricevere l'applauso.

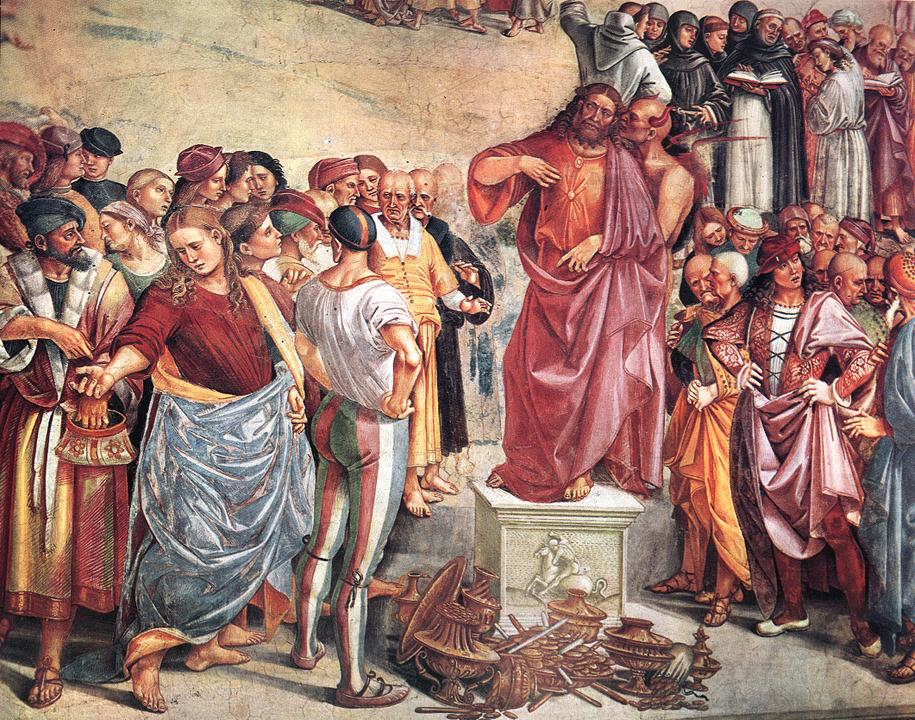
Dettaglio, la predica
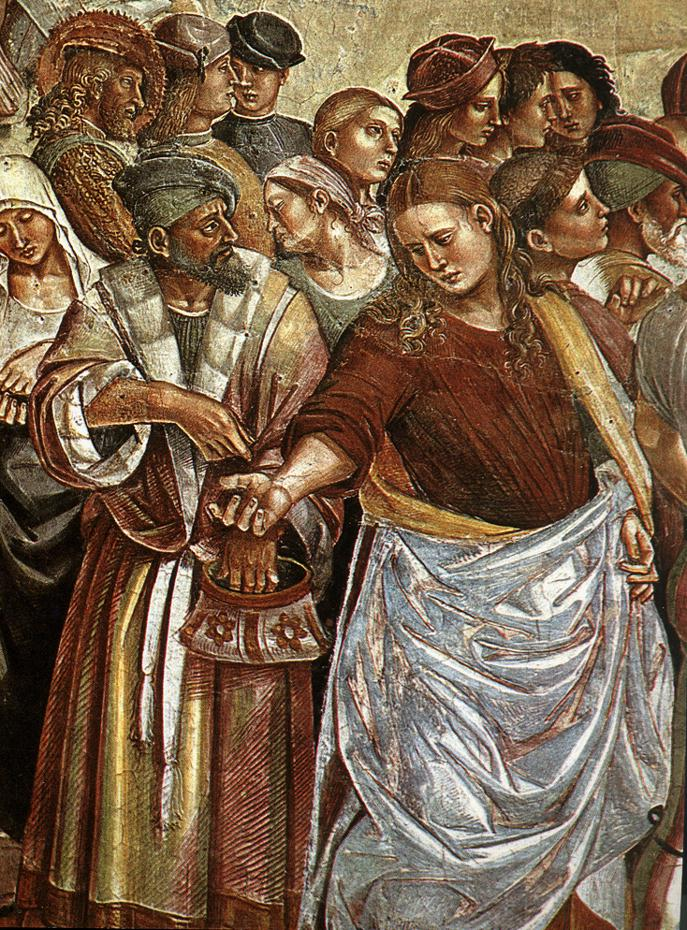
Dettaglio, la prostituta
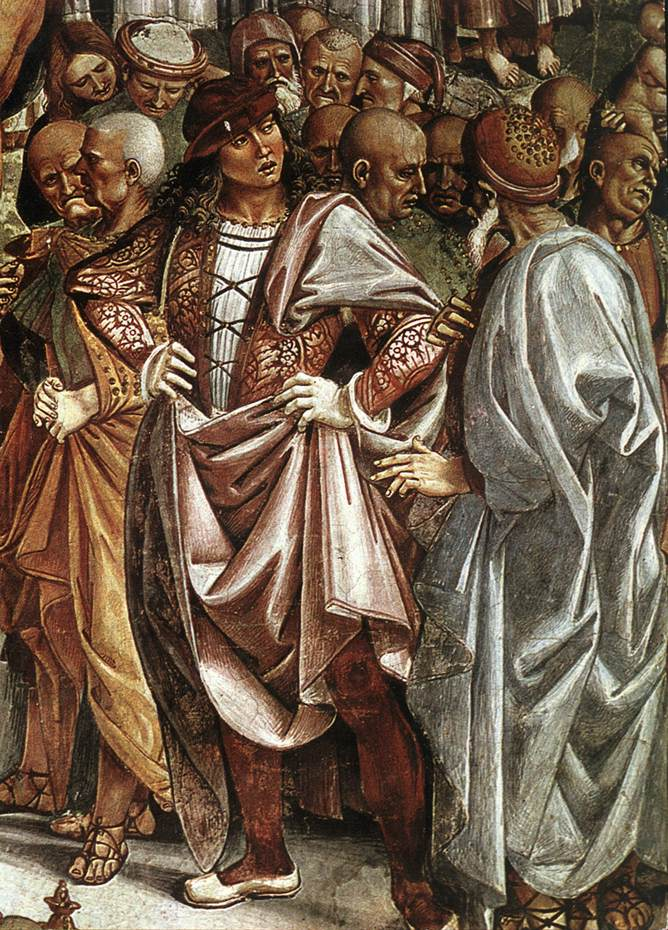
Dettaglio, il giovane Monaldeschi

#### Finimondo

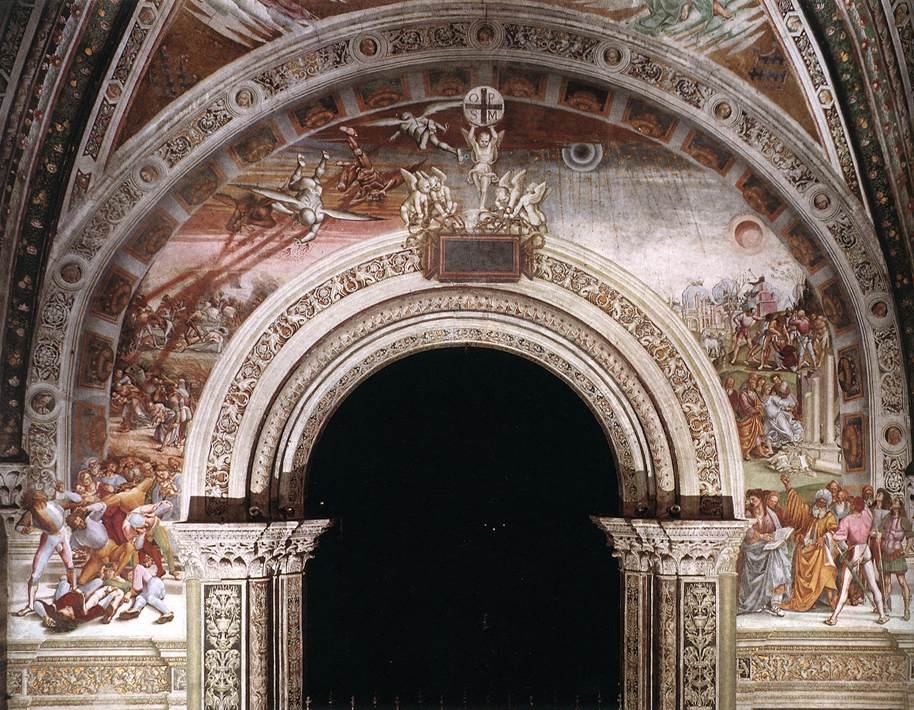
Finimondo

Sulla parete d'ingresso, resa angusta dall'arco di accesso, si trova la scena del Finimondo, dominata al centro da un putto che sorregge lo stemma dell'Opera del Duomo (O.P.S.M.) e divisa in due gruppi narrativi.
Nell'angolo inferiore a destra, in primo piano, la Sibilla Eritrea sfoglia il proprio libro profetico assieme al profeta Davide, constatando la verità delle predizioni e l'avvento del Dies irae. Dietro di loro un terremoto fa crollare un tempio e i briganti trionfano nell'anarchia, spogliando tre giovinetti. Più in lontananza, un biblico maremoto arriva a sollevare le navi sulle onde, che stanno per abbattersi minacciose sulla città; nel cielo il sole e la luna sono sinistramente oscurati.
A sinistra iniziano gli eventi sovrannaturali, mentre in lontananza guerre e omicidi si moltiplicano. Si tratta dell'arrivo di demoni alati mostruosi, dalle cui mani e bocche si sprigiona una pioggia infuocata che investe una moltitudine di persone terrorizzate, che si sta riversando sulla platea fuori dal confine dell'arco dipinto. Particolarmente efficace e ben conservato è il groviglio di sette giovani in primo piano, dagli abiti sgargianti, morti o nell'atto di soccombere, seguiti da due madri coi figli e un gruppo di giovani e anziani. Essi mostrano l'epilogo di una catastrofe annunciata.

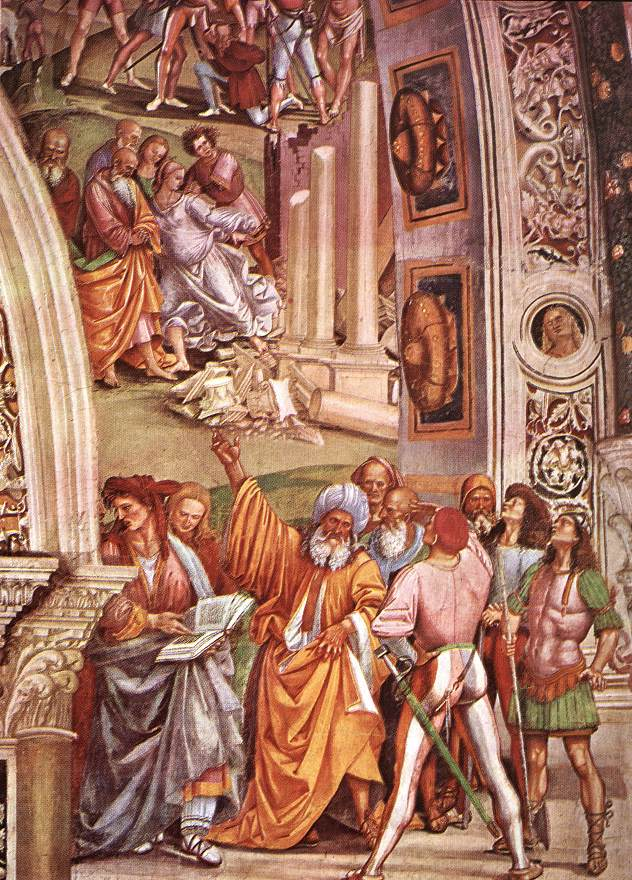
Controllo delle profezie
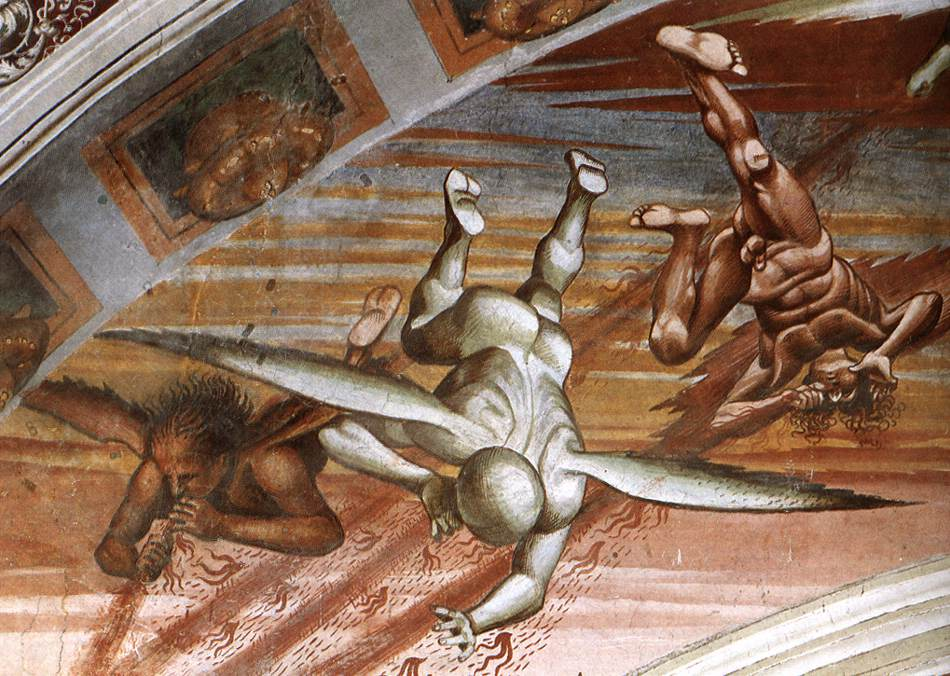
Caduta degli angeli ribelli
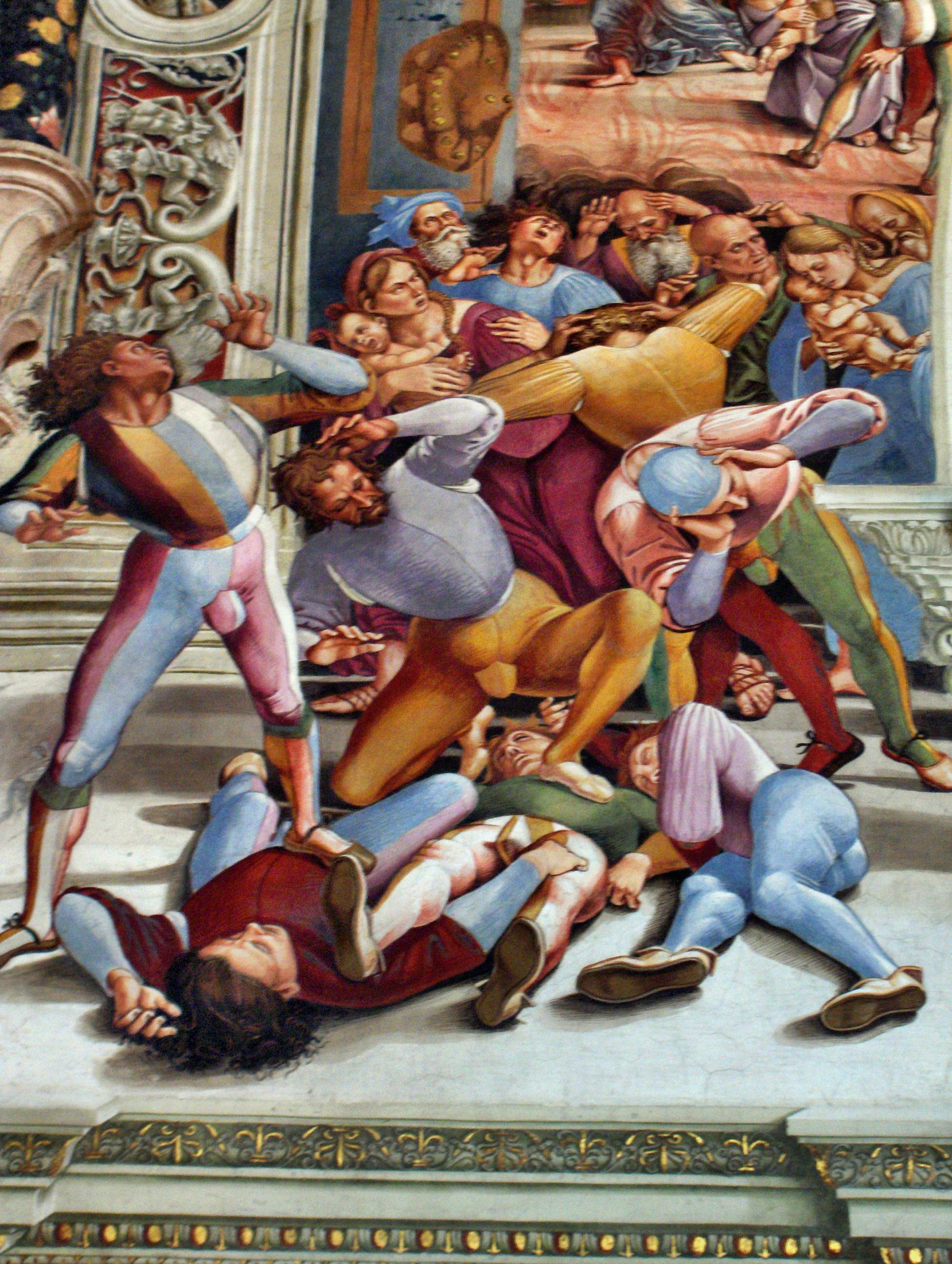
Sterminio

#### Resurrezione della carne

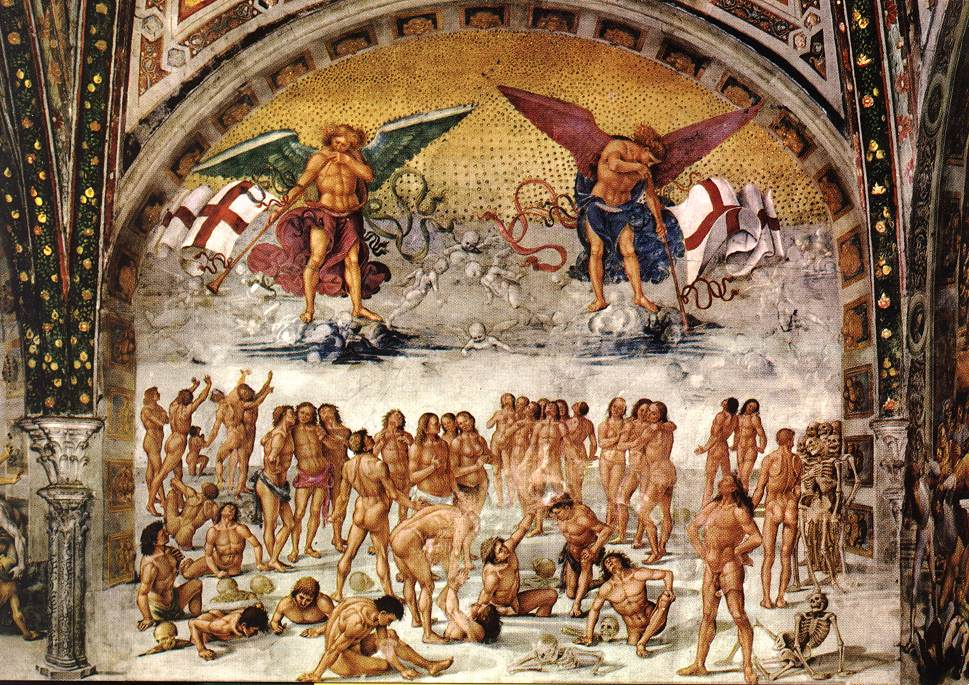
Resurrezione della carne

La scena della Resurrezione della carne si trova a destra dell'ingresso. Sotto gli impetuosi squilli di trombe di due angeli con la bandiera crociata, circondati da nastri svolazzanti e da nubi composte da angioletti a monocromo, si consuma la resurrezione dei morti, che il Signorelli concepì in maniera originale: invece di uscire dagli avelli, i morti spuntano da un terreno bianco e liscio, come ghiaccio. Seguendo i dettami teologici, dipinse gli scheletri che riprendono pelle e muscoli reincarnandosi in giovani nel fiore del vigore fisico, sui trent'anni. All'estrema destra si vede una trasformazione in corso, con uno scheletro ricoperto di pelle ma non ancora di muscoli. A destra è curioso il nudo di schiena che dialoga con gli scheletri, mentre a sinistra alcuni giovani appena risorti improvvisano una festosa danza. Alcuni ignudi, come quello con le mani ai fianchi, a destra, erano anticamente coperti nelle parti intime da veli aggiunti a secco, oggi quasi invisibili.
La parte superiore del dipinto è occupata da un cielo dorato ricoperto di pasticche in cera rivestite di foglia d'oro, che vennero applicate una per una (conservando le impronte digitali di chi le mise). Qui si possono ancora intravedere alcune figure graffite sul muro, probabilmente i disegni preparatori che Signorelli face per illustrare le proprie idee ai committenti.

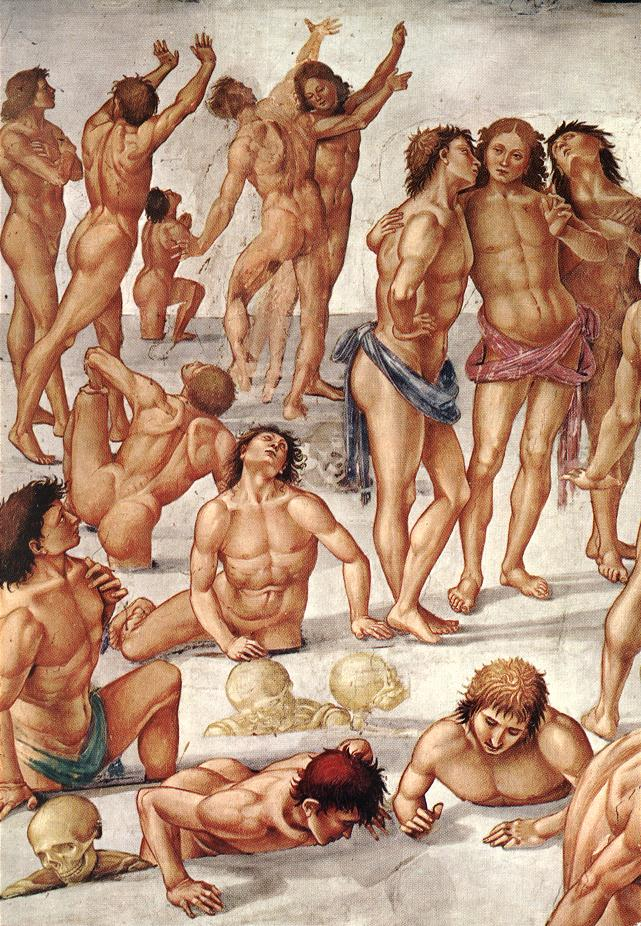
Dettaglio
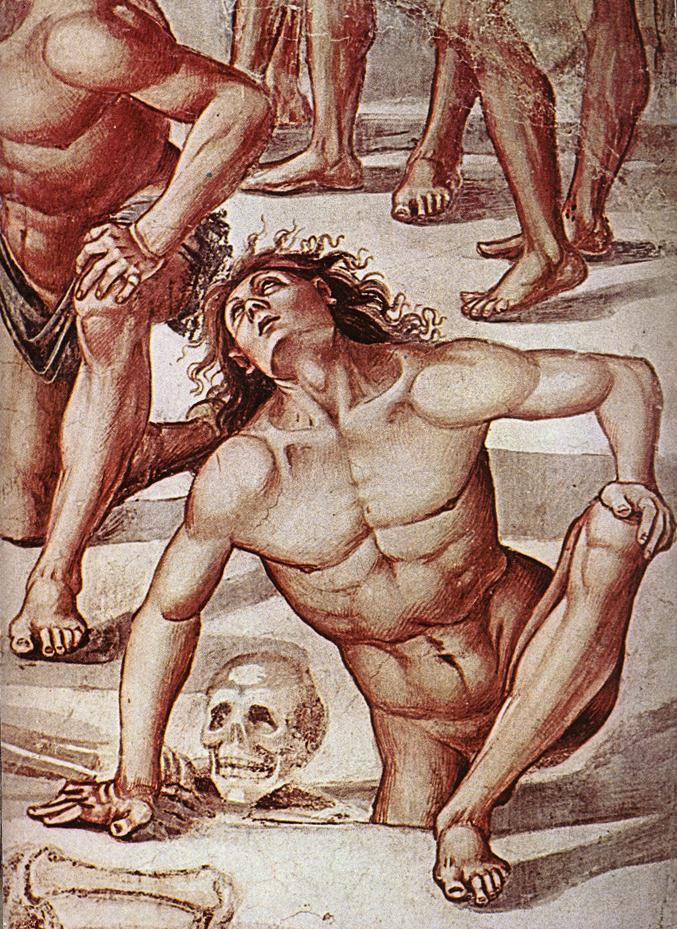
Dettaglio
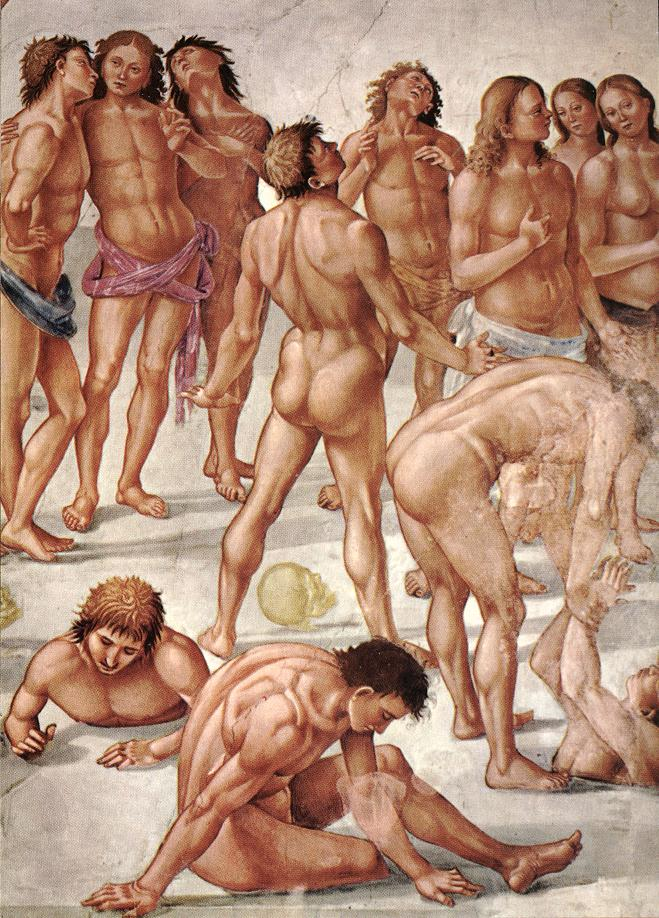
Dettaglio
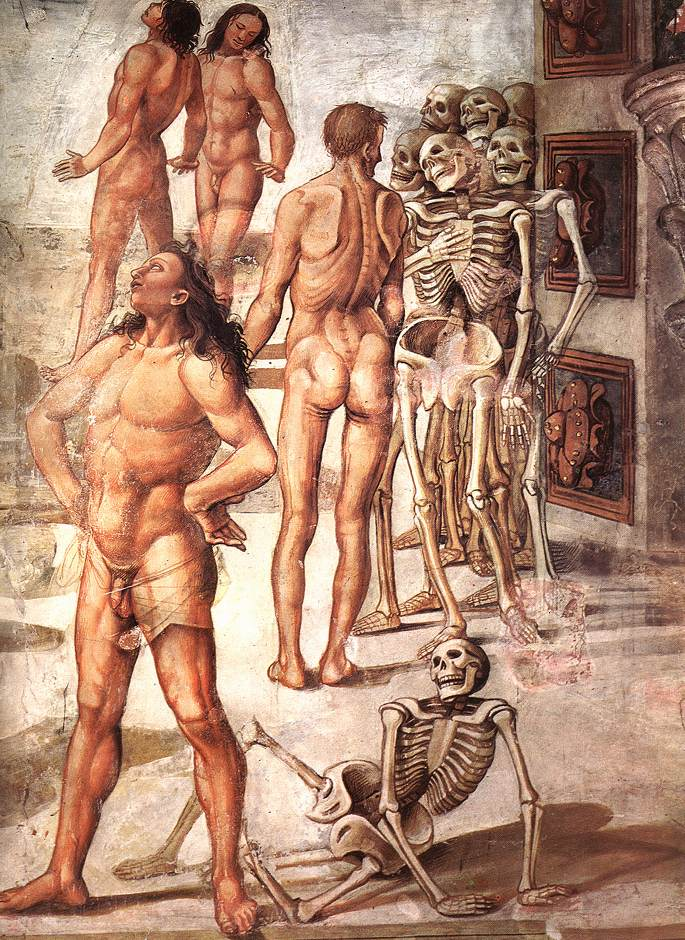
Dettaglio

#### Salita al Paradiso e chiamata all'Inferno

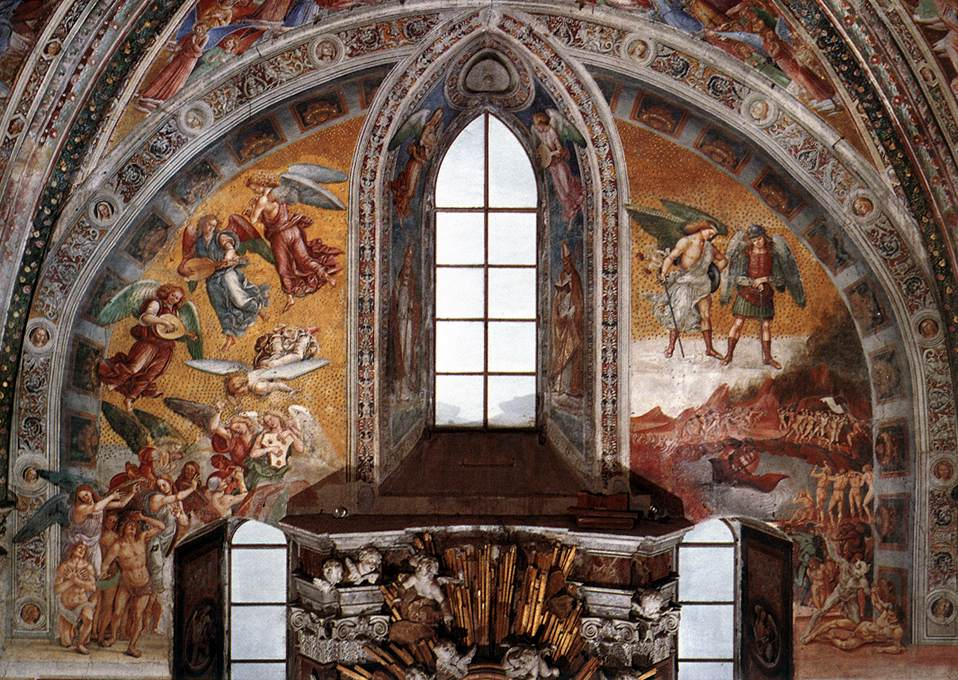
Salita al Paradiso e chiamata all'Inferno

Il ciclo prosegue sulla lunetta dell'altare dove, all'ombra del Cristo giudice nella volta, i dannati sono separati dai beati e indirizzati rispettivamente verso la punizione o il premio. La lunetta è divisa in due parti dalla finestra.
A destra sotto gli occhi vigili degli Arcangeli, si vede l'Antinferno, tratto dalla descrizione dantesca. Un gruppo di ignavi rincorre infatti un demone che porta uno stendardo bianco, mentre al centro si vede Caronte pronto a traghettare i dannati, destinati, più in basso, al giudizio di Minosse. Quest'ultimo è ritratto nel momento in cui commina la pena a un dannato tenuto per i capelli da un demone, avvolgendo la propria coda attorno al corpo tante volte quanto è il numero del girone a cui è destinato. Più avanti, sul "proscenio", un diavolo dalle carni azzurrine fa per colpire un dannato tenendolo per i capelli: la crudezza della scena interessò Michelangelo, che infatti la copiò.
Nella metà sinistra avviene la Salita degli eletti, accompagnati da angeli musicanti e da altri che indicano loro la strada. Beati e dannati proseguono nelle rispettive lunette confinanti.

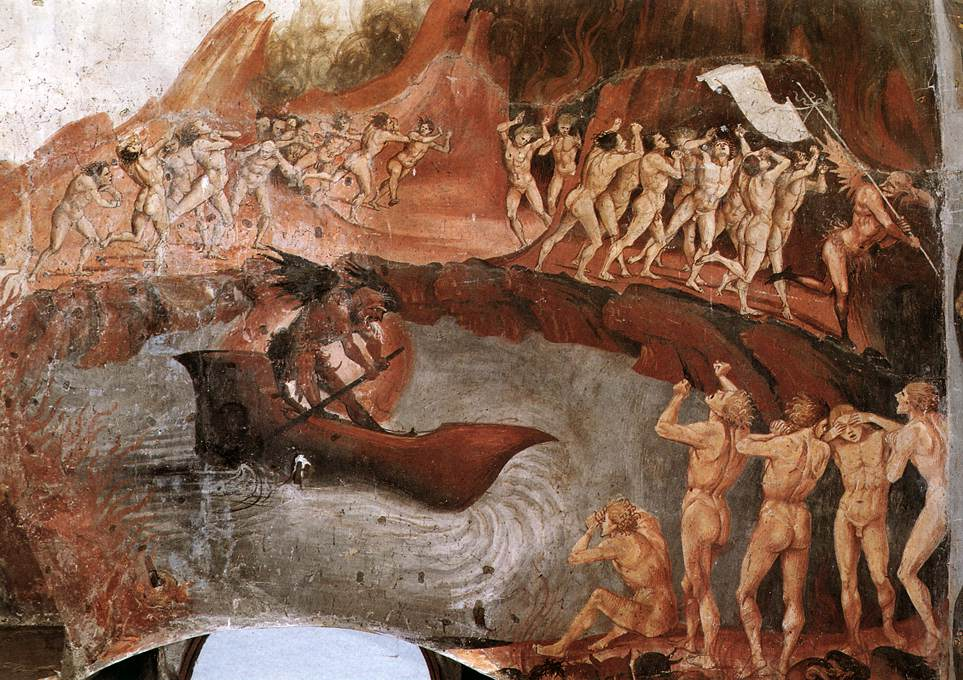
Antinferno
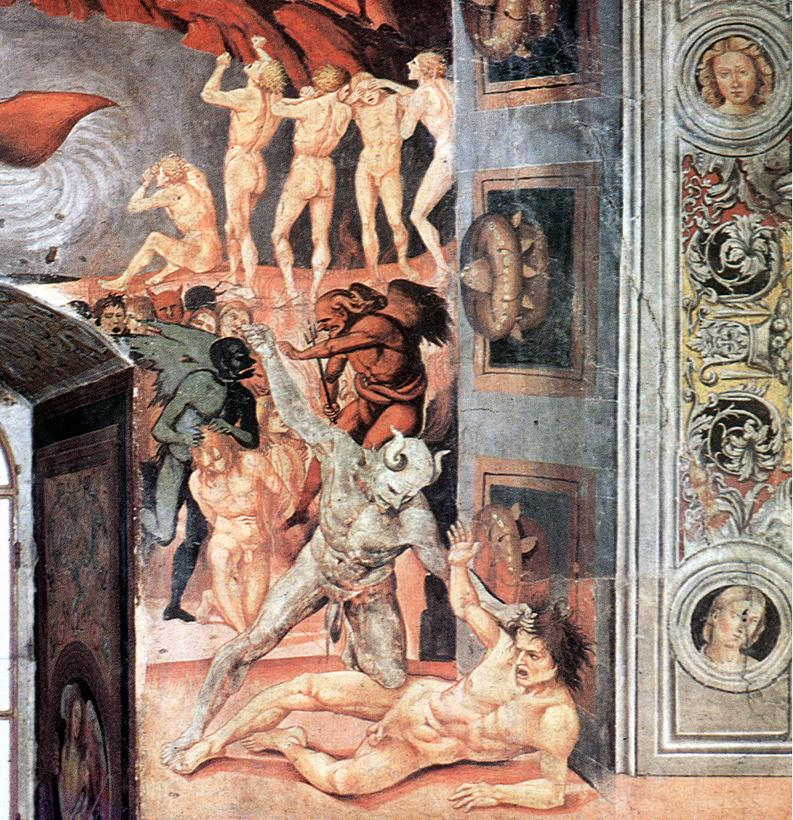
Dettaglio
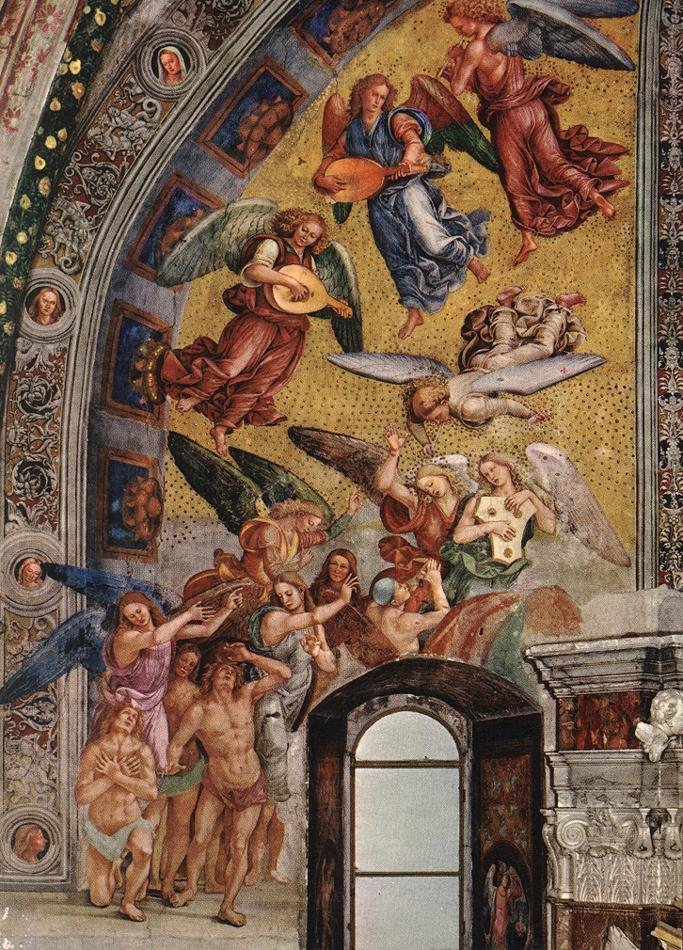
Salita degli eletti

#### Dannati all'Inferno

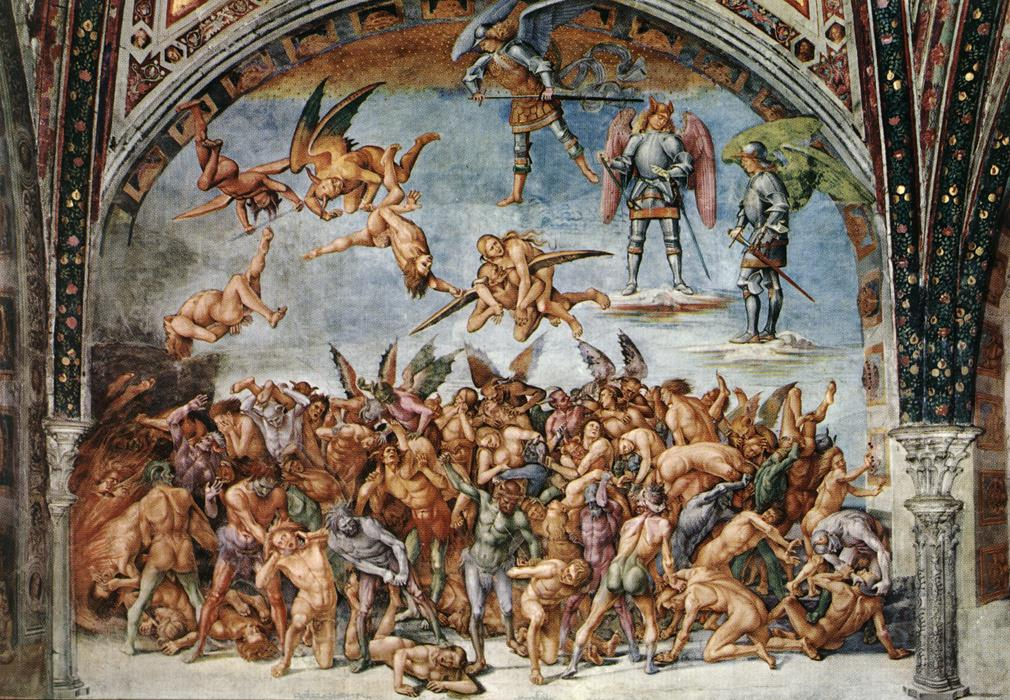
Dannati all'Inferno

La seconda lunetta sulla parete destra mostra i Dannati all'Inferno. Fu la prima ad essere dipinta ed è una delle più riuscite in termini di immediatezza dell'immagine: colpisce infatti il brulichio di corpi umani nudi e demoni dalle membra colorate. Si tratta della scena più ricca di invenzioni grottesche, scherzi, allusioni erotiche e salaci trovate.
Un dettaglio famoso è quello del demone volante che porta sulle spalle una prosperosa peccatrice e guarda indietro verso di lei ghignando, evidentemente soddisfatto della preda. Un'altra dannata, nella mischia, è aggredita alle spalle da un demone che le morde l'orecchio e davanti ad essi una donna formosa è sollevata contro la sua volontà da un demone blu con un corno in fronte: si tratta di un autoritratto del Signorelli, evidentemente alludendo a una storia "privata" sicuramente nota all'epoca con la donna bionda, che forse gli fu infedele; egli la ritrasse in molte delle dannate (anche quella sul diavolo volante e quella in primo piano che strilla bocconi mentre un diavolo la sovrasta fermandola con un piede), nonché nella prostituta della scena dell'Anticristo.
Alla caotica scena infernale si contrappone la serena tranquillità degli arcangeli con armatura sulla destra, che sorvegliano la scena con la calma dei vincitori.
Per dare la massima evidenza plastica alle figure, il pittore usò qui la tecnica della pennellata incrociata.

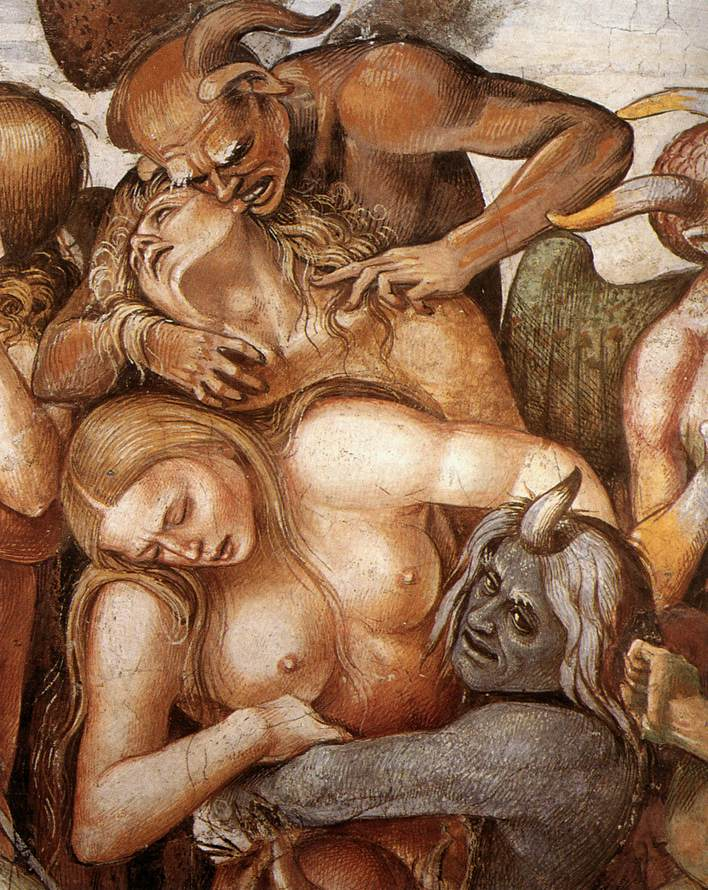
L'autoritratto come diavolo
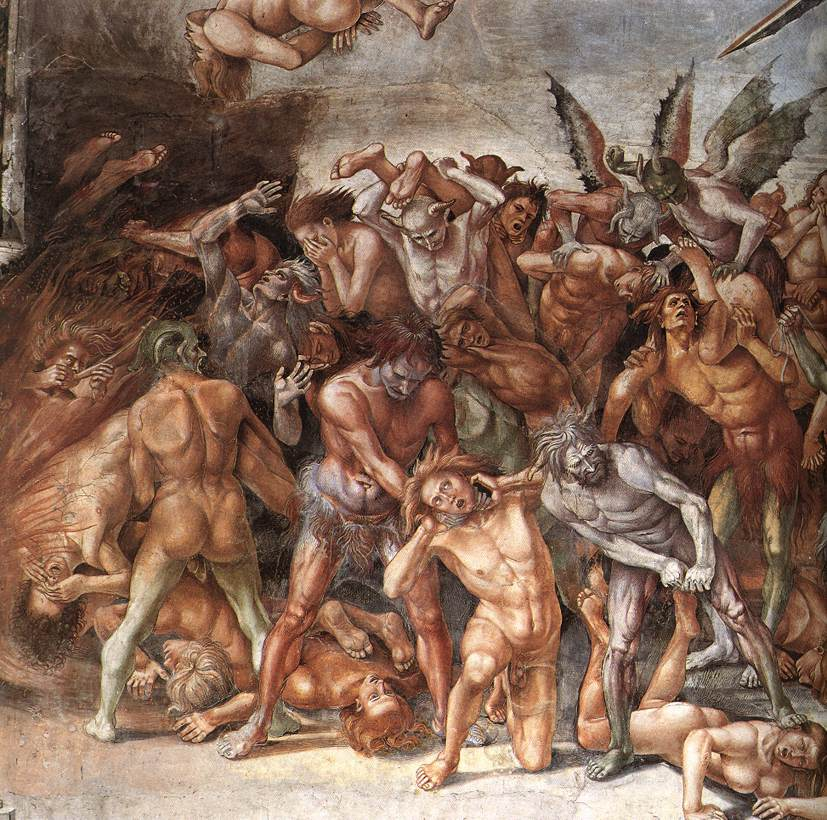
Dettaglio
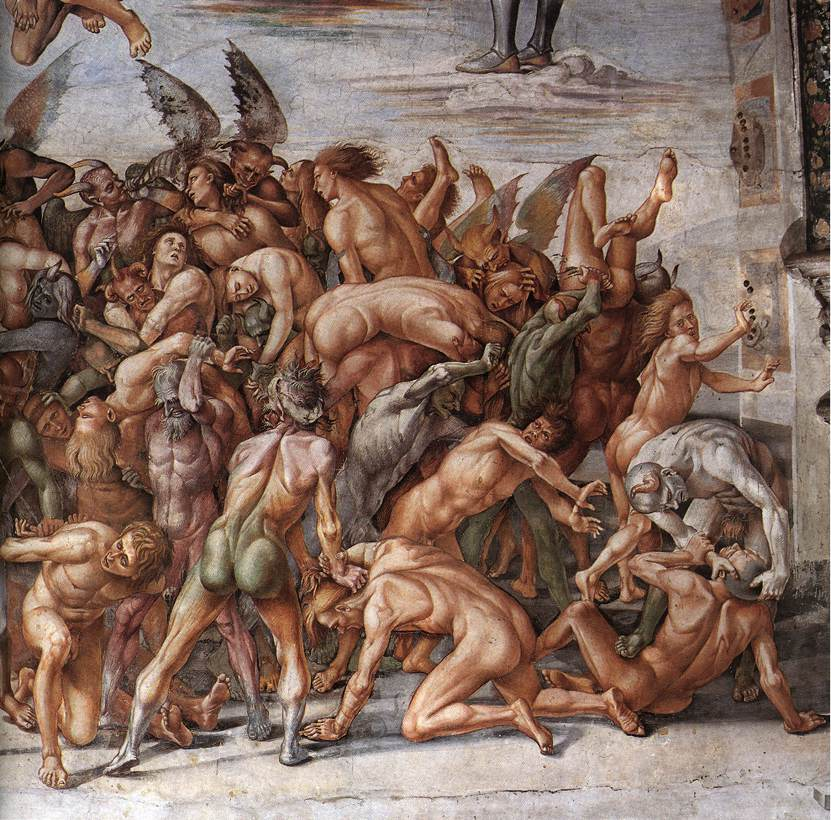
Dettaglio
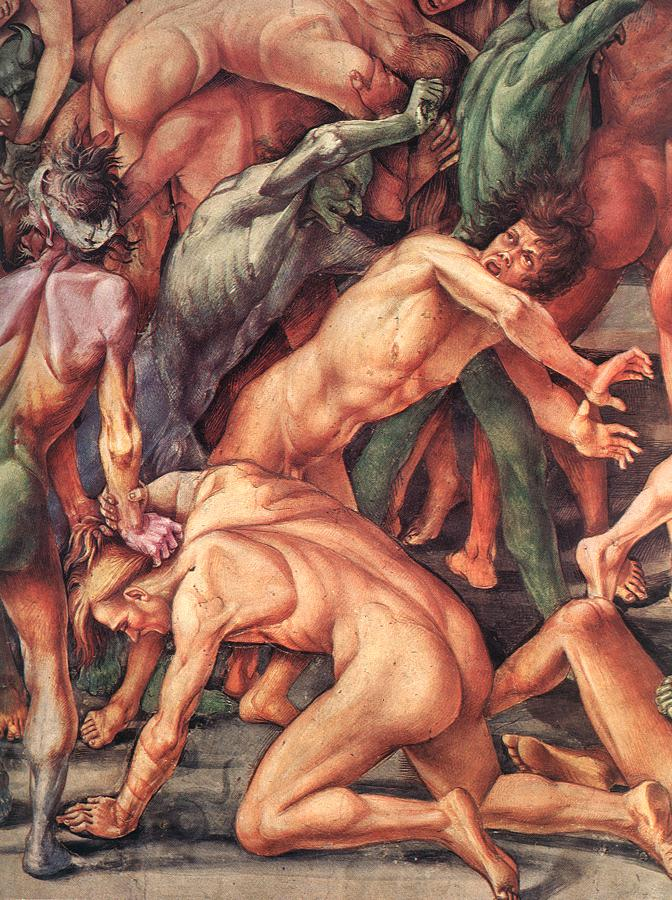
Dettaglio

#### Beati in Paradiso

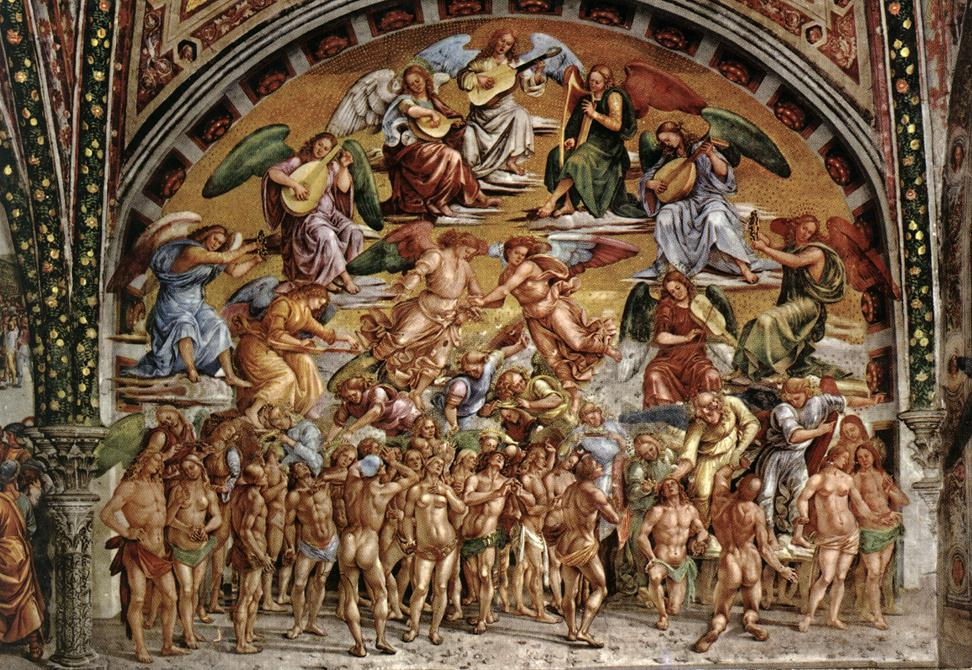
Beati in Paradiso

La seconda lunetta a sinistra chiude il ciclo coi Beati in Paradiso. Se nelle parti demoniache Signorelli aveva potuto dare il miglior sfoggio di invenzioni curiose e stupefacenti, il Paradiso appare accurato nelle anatomie, piacevole, ma non immune a un senso di pesantezza e noia.
I personaggi, concordemente con i dettami teologici, sono rappresentati nella loro maturità, esprimenti una pacata serenità. In alto nove angeli tengono un concerto, con un'accurata descrizione degli strumenti musicali. Al centro altri due angeli spargono rose e camelie sui beati anche se i fiori, che vennero dipinti a secco, sono oggi scarsamente visibili.

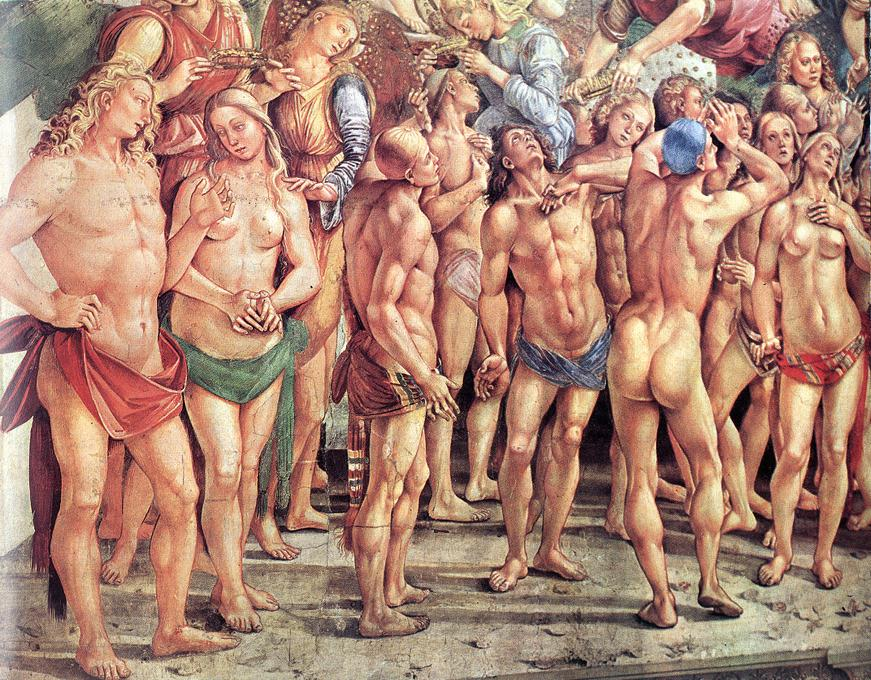
Dettaglio
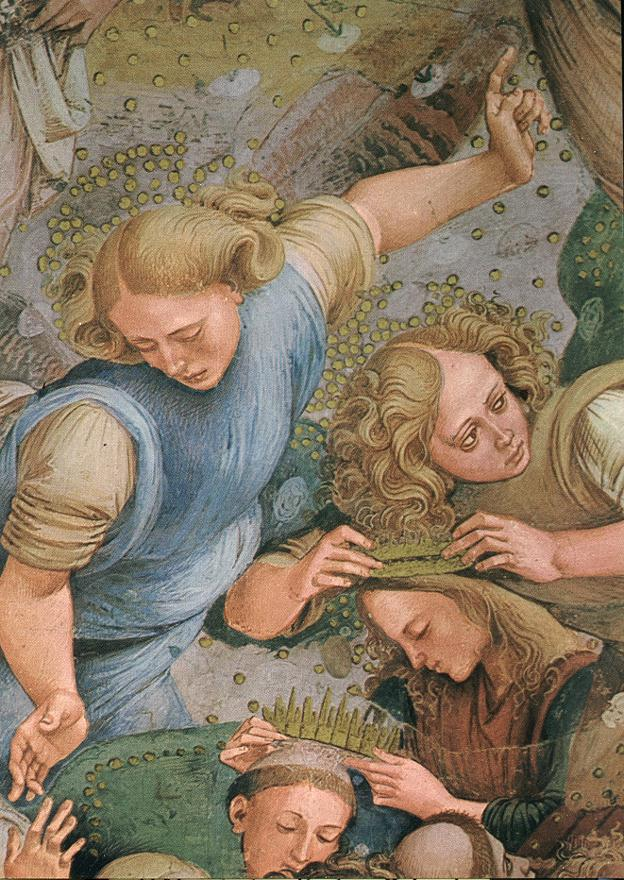
Dettaglio

#### Il basamento
Il ciclo di personaggi illustri, ispirato probabilmente allo studiolo di Federico da Montefeltro a Urbino, venne aggiornato creando una complessa partitura decorativa che comprende grottesche, che allora vivevano un primo picco di popolarità, e scene a monocromo che, in alcuni casi, aiutano a identificare il personaggio illustrato. A parte il celebre e inconfondibile ritratto di Dante Alighieri e le numerose illustrazioni del Purgatorio, l'identificazione degli altri personaggi e scene ha sempre incontrato difficoltà.
La descrizione più avvalorata, almeno fino al restauro del 1996, era quella ottocentesca di Ludovico Luzi, che si basò su una terzina del quarto canto dell'Inferno, che elenca come presenti nel Limbo, nell'ordine, Virgilio, Omero, Orazio, Ovidio e Lucano. Studi più approfonditi hanno invece riletto i personaggi e chiarificato il significato di molti dei monocromi, stabilendo che la serie è legata essenzialmente a una serie di poeti che nella loro opera descrissero l'Oltremondo, correlati, nel tema generale del ciclo, alla preparazione dell'anima in vista della Salvezza durante il giorno del Giudizio.
Le grottesche, sfruttando uno schema già usato dal Pinturicchio nella parte inferiore di alcune stanze dell'Appartamento Borgia, sono brulicanti di svariati personaggi, spesso allusivi ai tormenti e alle aspirazioni dello spirito, secondo la logica tipicamente platonica della dualità tra condizione fisica dell'uomo e l'incombenza delle più alte aspirazioni. Anche in queste partiture, in larga parte della bottega, non mancano invenzioni affascinati ed espressive, evitando l'uso di un repertorio ripetitivo e dando sfoggio di fantasia, che arriva a risultati di una scioltezza e piacevolezza ammirevole, paragonabili solo alle contemporanee grisailles di Filippino Lippi nella Cappella di Filippo Strozzi a Firenze.
Anche le candelabre antropomorfe che animano le paraste sono popolate da corpi nudi variamente atteggiati, in composizioni violente che attraversano "come in una scarica elettrica certi intrecci vegetali o certi bizzarri assembramenti di tritoni e naiadi".

##### Parete sinistra
Dalla parete sinistra si incontrerebbero così Sallustio, autore del De Catilinae coniuratione, opera che sarebbe illustrata nel tondo superiore e in quello a sinistra, raffiguranti il Discorso di Catilina ai congiurati e lo Sgomento del popolo, mentre il tondo inferiore, scarsamente leggibile, potrebbe descrivere la Morte di Catilina. Sul fregio soprastante nella trabeazione si riconoscono due Satiri, l'uno vendemmiante e l'altro mentre pigia l'uva, tratti da temi dionisiaci riletti già dai neoplatonici in chiave cristiana. Da qui si apre la settecentesca Cappellina Gualterio.
Il secondo riquadro mostra Dante intento alla lettura, con i medaglioni che illustrano scene del Purgatorio: in basso Incontro di Dante e Virgilio con Catone (I canto); a sinistra Arrivo dell'angelo al Purgatorio (con un equivoco sul "vascello" dantesco, scambiato per un piccolo "vasicello" messo in mano all'angelo), Anime meravigliate nel vedere un vivo e Casella che si fa avanti per abbracciare Dante (II canto); in alto Incontro con Manfredi (III canto); a destra Salita al Monte, Spiegazione della posizione del sole a sinistra, i Neghittosi e Conversazione dei due poeti con Belacqua (IV canto).
Il terzo riquadro mostra forse Stazio, poeta latino anch'egli citato da Dante nel Purgatorio per la leggenda che lo voleva segretamente convertito al Cristianesimo. Il poeta è ritratto rivolto verso l'altare, come se stesse ricevendo l'illuminazione divina. Nei medaglioni continua la serie di illustrazioni del Purgatorio dantesco: l'insistenza sulla seconda cantica è dopotutto giustificato dall'assenza, negli affreschi delle lunette, di menzioni del purgatorio, mentre inferno e paradiso sono ampiamente rappresentati. Le illustrazioni dantesche di Signorelli sono di grande suggestione, con un'interpretazione tramite immagini evocative che sono state paragonate alla sensibilità visionaria moderna di Henry Fuseli o William Blake. In basso si vede Virgilio rimprovera Dante per essersi attardato con un'anima che l'aveva riconosciuto come vivo, mentre sopraggiunge un'altra schiera di peccatori (i morti violenti) che cantando il Miserere si interrompono vedendo l'ombra che proietta il poeta; in alto le anime si assiepano attorno ai poeti per chiedere un suffragio; a sinistra Incontro e abbraccio con Sordello; a destra illustrazioni dal Canto VII, con le anime dei negligenti che guardano l'arrivo di due angeli che con le spade cercano di allontanare un serpente, simbolo della tentazione, mentre sullo sfondo Dante conversa con Nino Visconti e riceve la profezia dell'esilio da Corrado Malaspina. Altri quattro tondi, nello stesso riquadro, ritraggono le fatiche di Ercole: Ercole e il leone Nemeo, Ercole e l'Idra di Lerna, Ercole e il toro di Creta, Ercole e Caco.

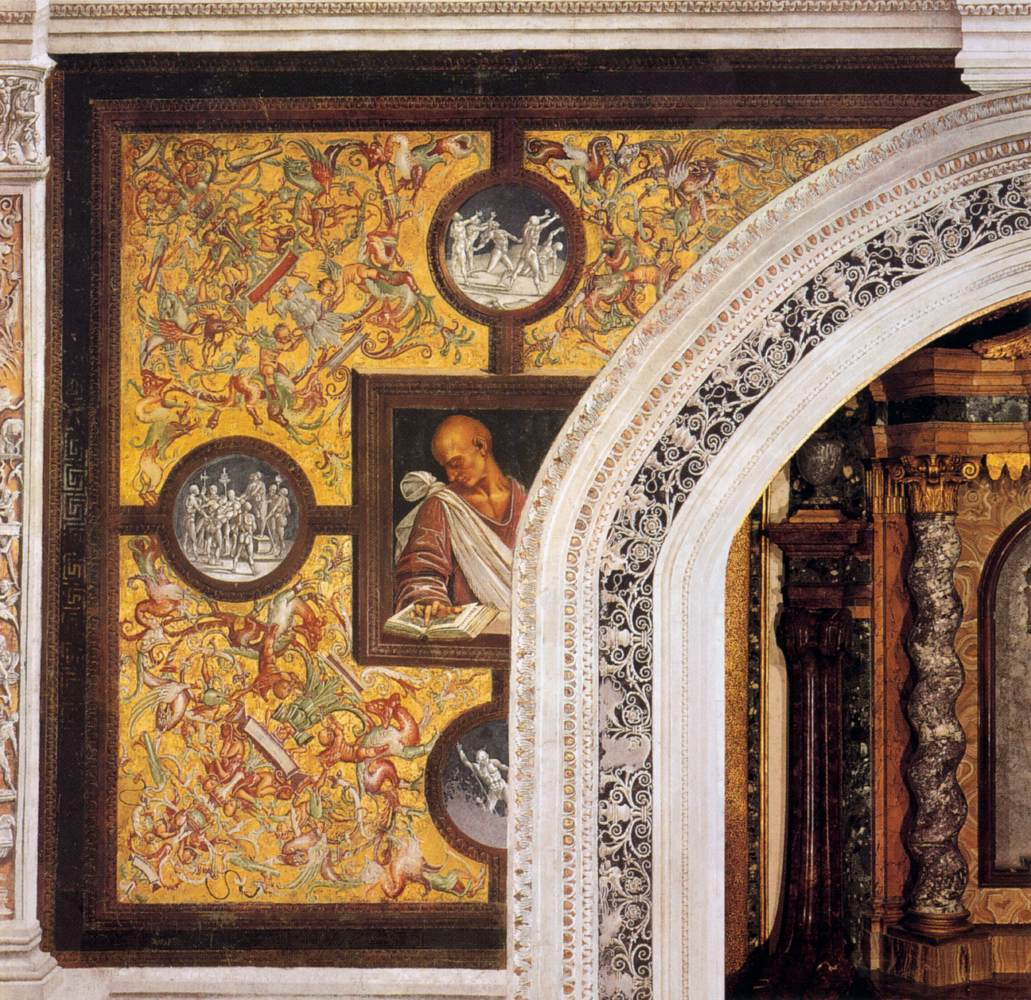
Sallustio
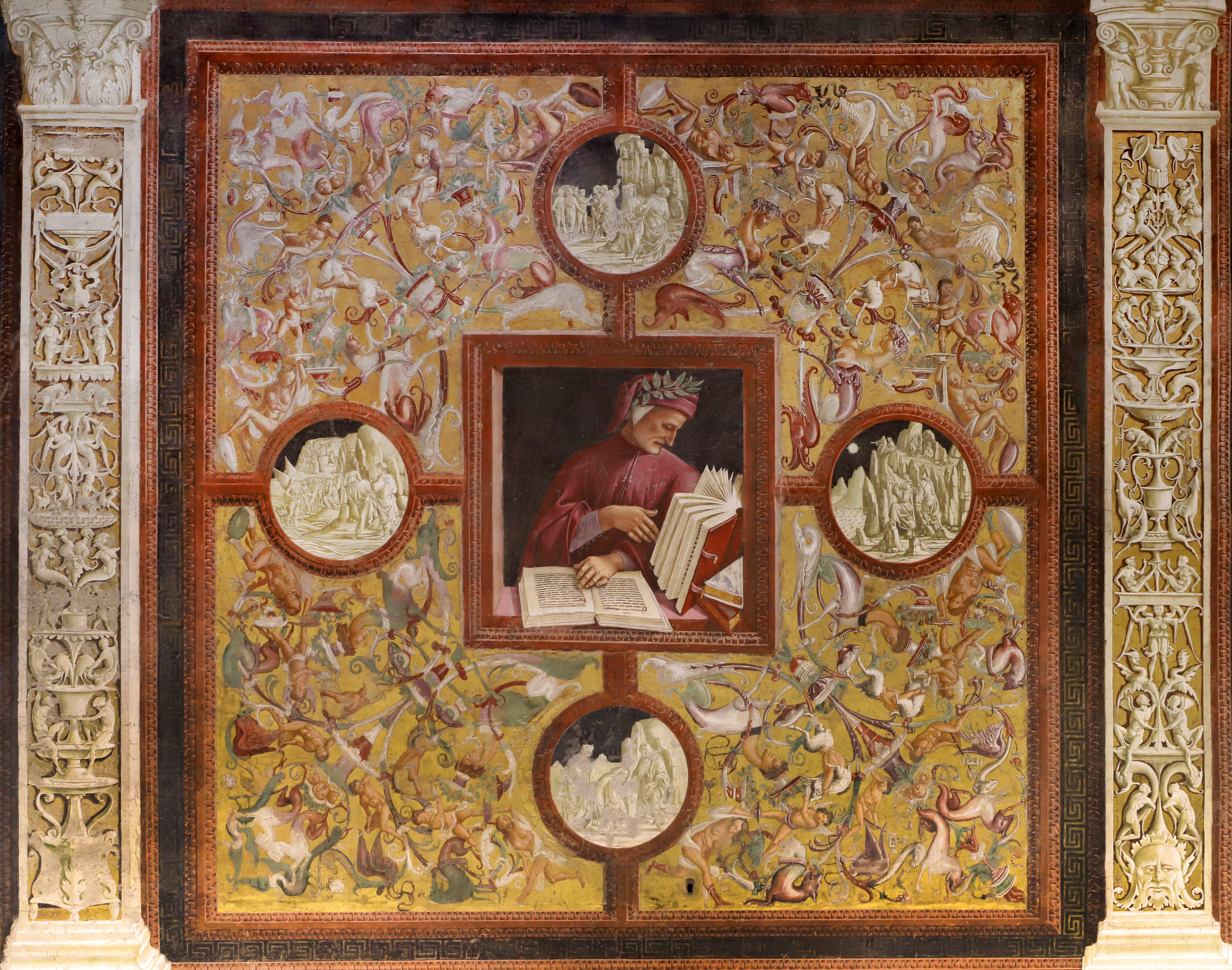
Dante Alighieri
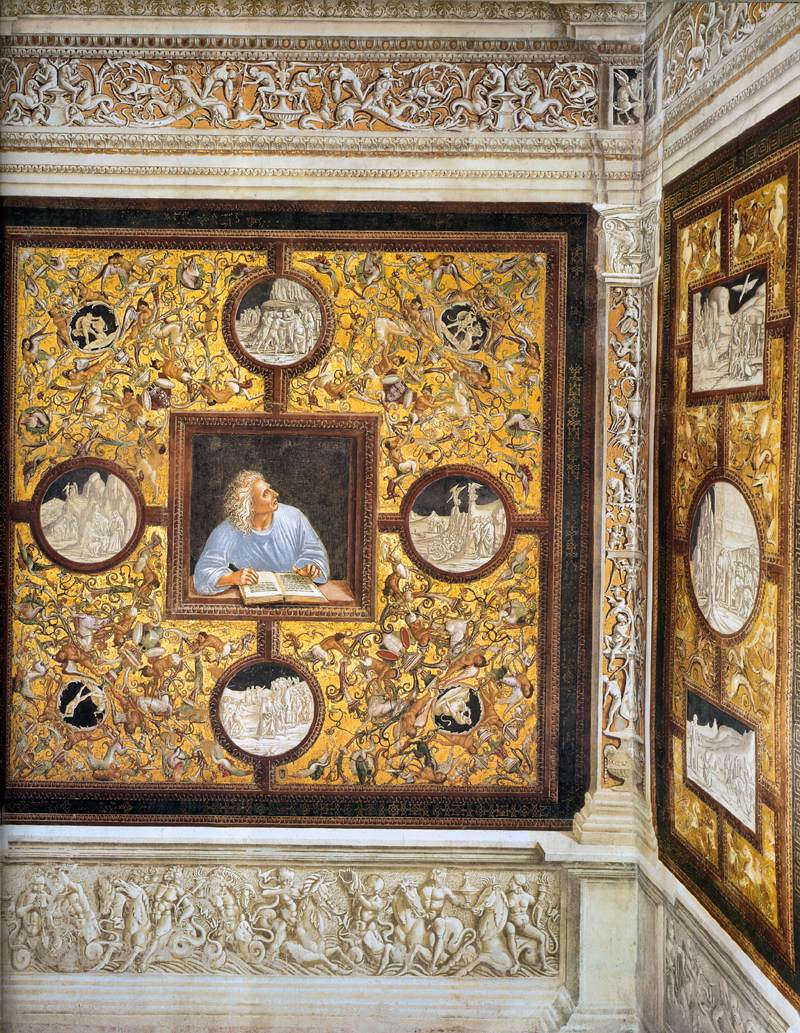
Stazio

##### Parete di fondo
Sulla parete di fondo si trovano due rettangoli orizzontali inframmezzati da un tondo, in cui continuano le scene dantesche. In alto Dante sogna l'aquila, mentre dietro di lui si vedono Virgilio e Santa Lucia che conversano sul trasferimento del poeta addormentato all'ingresso del Purgatorio; seguono la Porta del Purgatorio e l'angelo armato di spada e Dante prostrato che chiede di accedere al secondo regno. Nel tondo di mezzo i due poeti, entrati nel purgatorio, proseguono su una strada angusta; seguono il Trasferimento dell'Arca santa per ordine di Davide e Traiano e la vedova; nell'ultima sequenza Dante guarda verso alcune anime indicategli da Virgilio come possibili informatori sul cammino. Nel rettangolo inferiore Dante incontra i tre superbi.
Lo scomparto accanto all'altare mostra due tondi con un rettangolo in mezzo. Nel primo tondo in alto, una donna stante allatta un bambino, mentre una distesa si morde le mani; nel rettangolo, due scene dal primo libro dell'Eneide. Il tondo inferiore è andato perduto con l'inserimento dell'altare.
Al centro, dietro l'altare, doveva trovarsi un riquadro con Virgilio, che è andato perduto. Gli affreschi coperti dalla calce nel Settecento sono stati in parte recuperati e la loro consistenza è oggetto di un video riprodotto all'ingresso della cappella. Vi si vede, oltre alla cornice del riquadro del personaggio illustre, il tondo superiore con l'uccisione di un uomo; nel fregio è dipinto un cammeo con un tritone che colpisce con una spada o un'altra arma appuntita uno prono. Le grottesche di questa zona, al posto delle usuali figure mutanti, mostrano due demoni eretti e speculari, con i crani calvi e sferici e le orecchie appuntite. Sopra la trabeazione si riconosce un uomo prono avvolto dalle fiamme che si morde la mano sinistra: potrebbe trattarsi di Caino che prende consapevolezza del proprio delitto. Questa figura, al centro ideale della parete di fondo e quindi dell'intera cappella, chiarisce il tema del sacrificio proprio dell'intera decorazione.
A destra dell'altare, disposti in maniera analoga alle scene dantesche di sinistra, si succedono altri monocromi.
Si vedono scene virgiliane: il tondo superiore con Ercole e Folo (Eneide VIII, 293-294) e un rettangolo con le vicende forse di Deifobo (Eneide VI, 494-530).
Infine scene tratte dalle Metamorfosi di Ovidio: Dannati perseguitati dai diavoli, Perseo che libera Andromeda e Tumulto alla reggia di Cefeo.

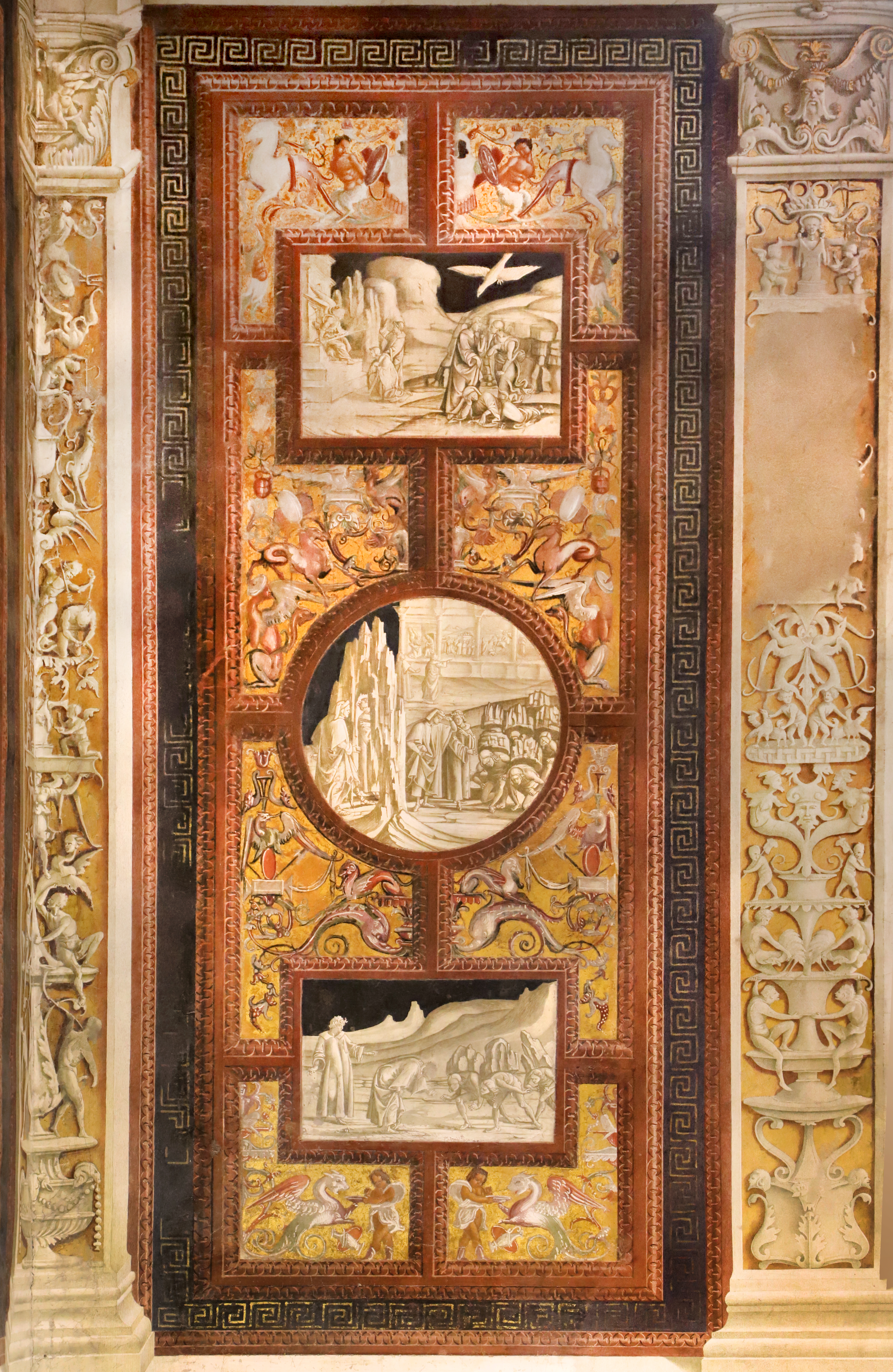
Scene dantesche
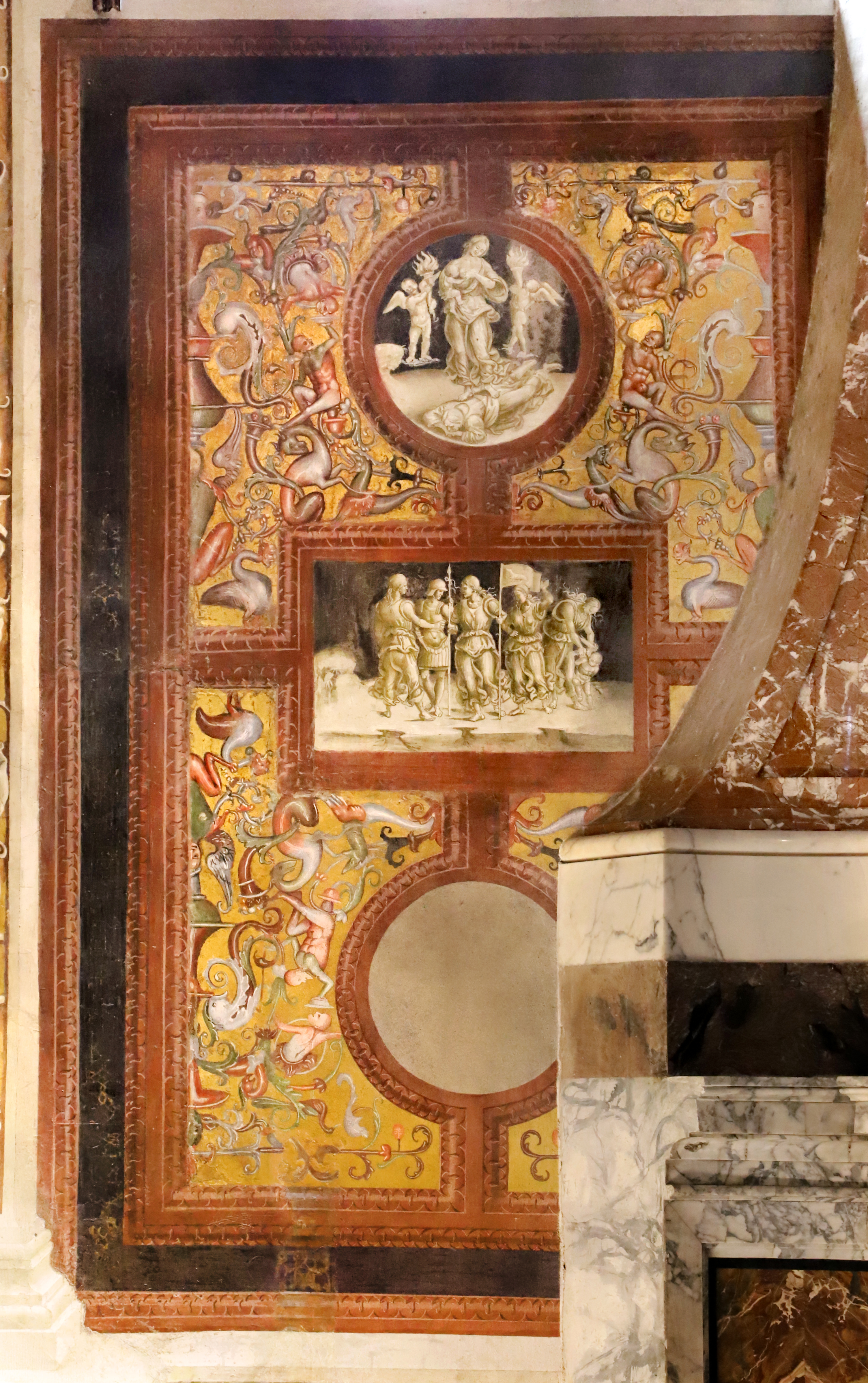
Scene dantesche
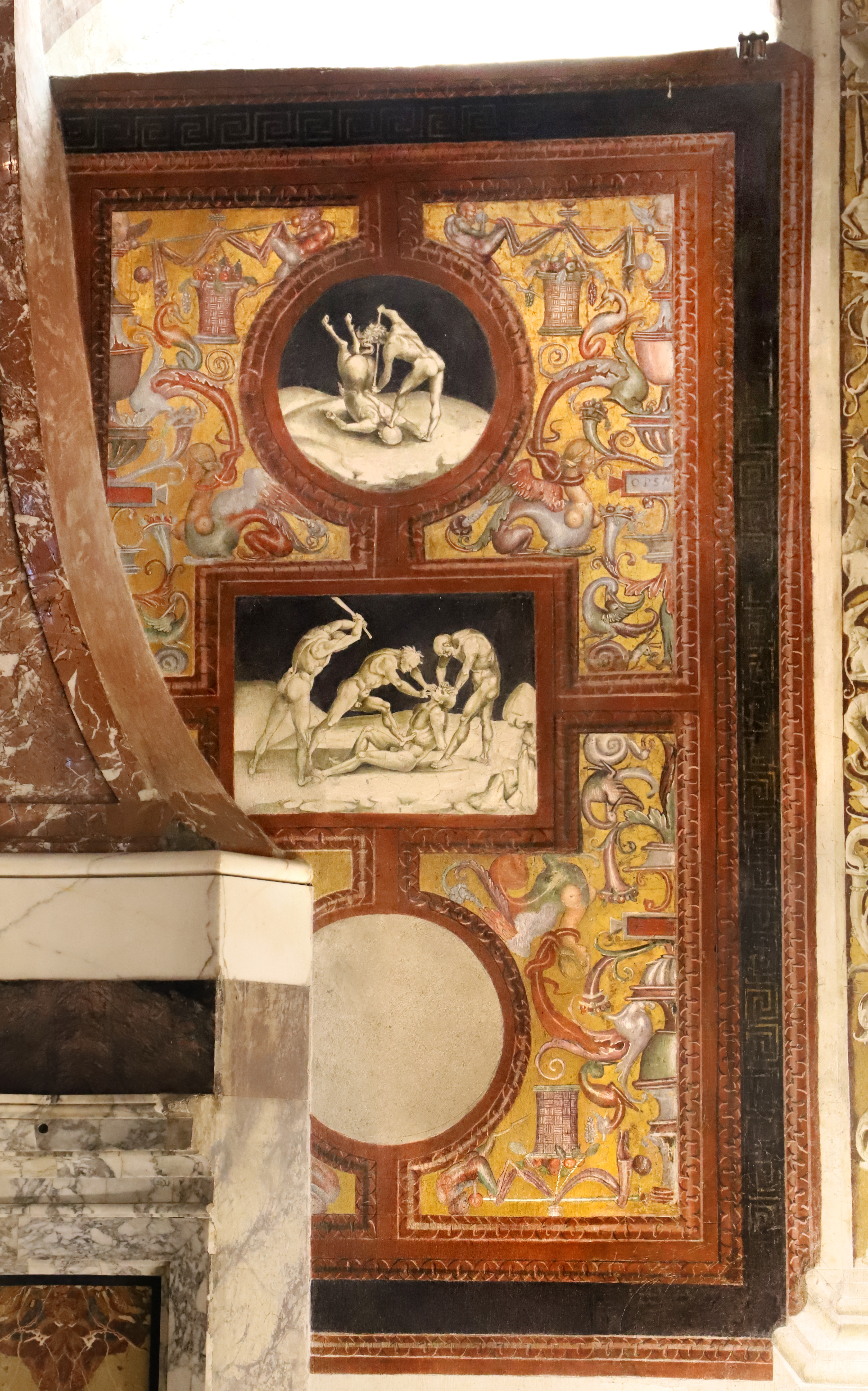
Scene virgiliane
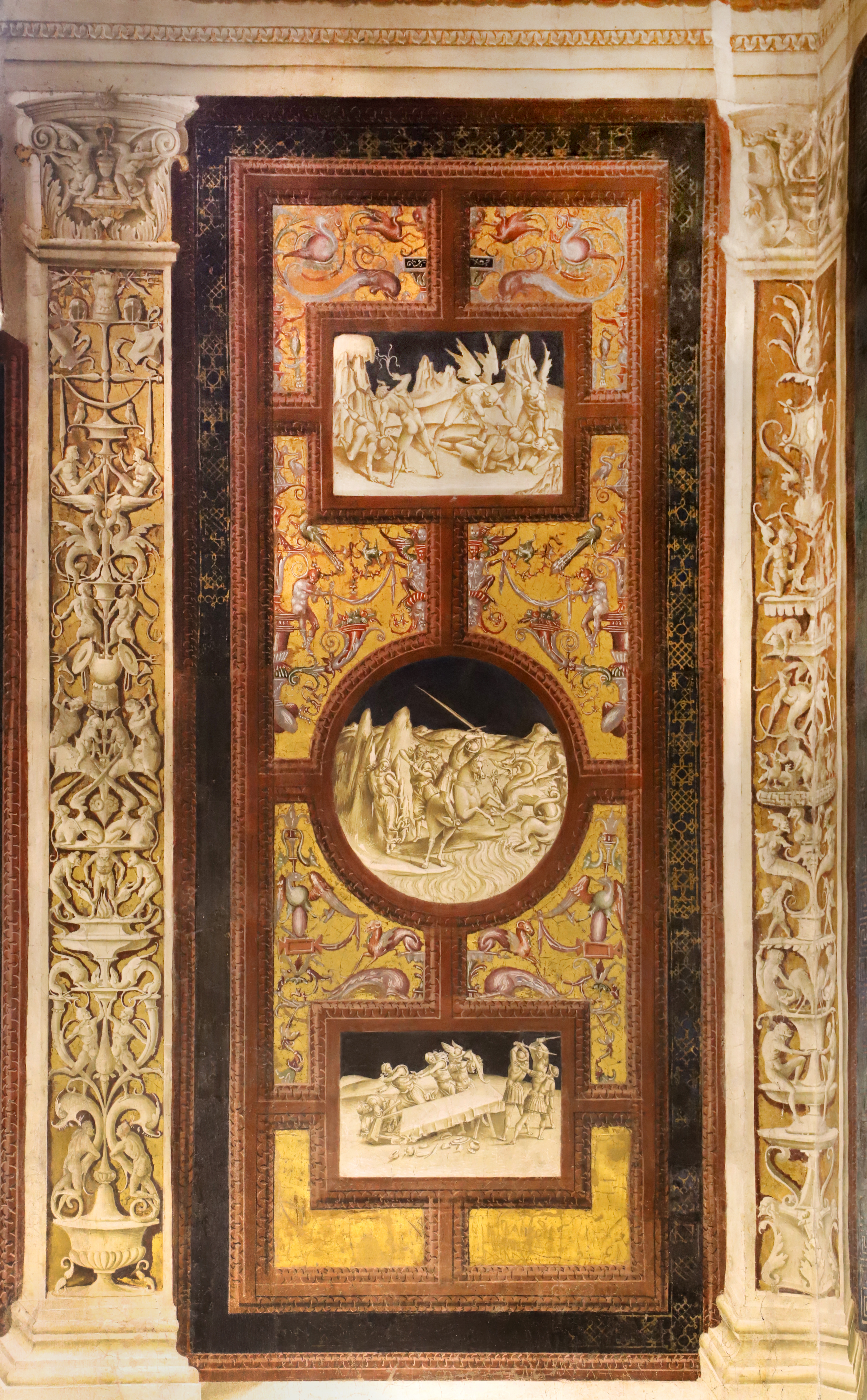
Scene ovidiane

##### Parete destra
Proseguendo sulla parete destra si riconosce Claudiano tra scene del suo De raptu Proserpinae: nel tondo inferiore Plutone negli anfratti dell'Etna che porta il suo carro sulla schiena di Encelado; in alto Proserpina che si aggira per la falde dell'Etna con Venere, Minerva e Diana; a destra Ratto di Proserpina; a sinistra Cerere cerca la figlia rapita.
Il secondo riquadro mostra un poeta incoronato, forse Ovidio, tra quattro tondi con scene delle Metamorfosi: in alto la Sibilla con in mano il ramo d'alloro che indica l'Averno, Enea e l'anima di un trapassato, forse Anchise; in basso Orfeo agli inferi per recuperare Euridice; a sinistra Orfeo allontanato dai demoni ed Euridice trattenuta all'Inferno; a destra Ercole cattura Cerbero nell'Ade.
Segue la cappellina dei Corpi Santi. Il riquadro seguente mostra forse Tibullo, incoronato di foglie di quercia per i suoi meriti militari, con in mano una lettera che ricorderebbe le Epistolae amatoriae da lui scritte. I due tondi superstiti sono probabilmente da leggere come gli orrori della guerra nell'età di Giove contrapposti alla pace e alla prosperità nell'epoca di Saturno. Nel fregio soprastante si riconoscono due tritoni che evocano da un braciere l'Araba Fenice, un richiamo mitologico che sottintende la resurrezione di Gesù.

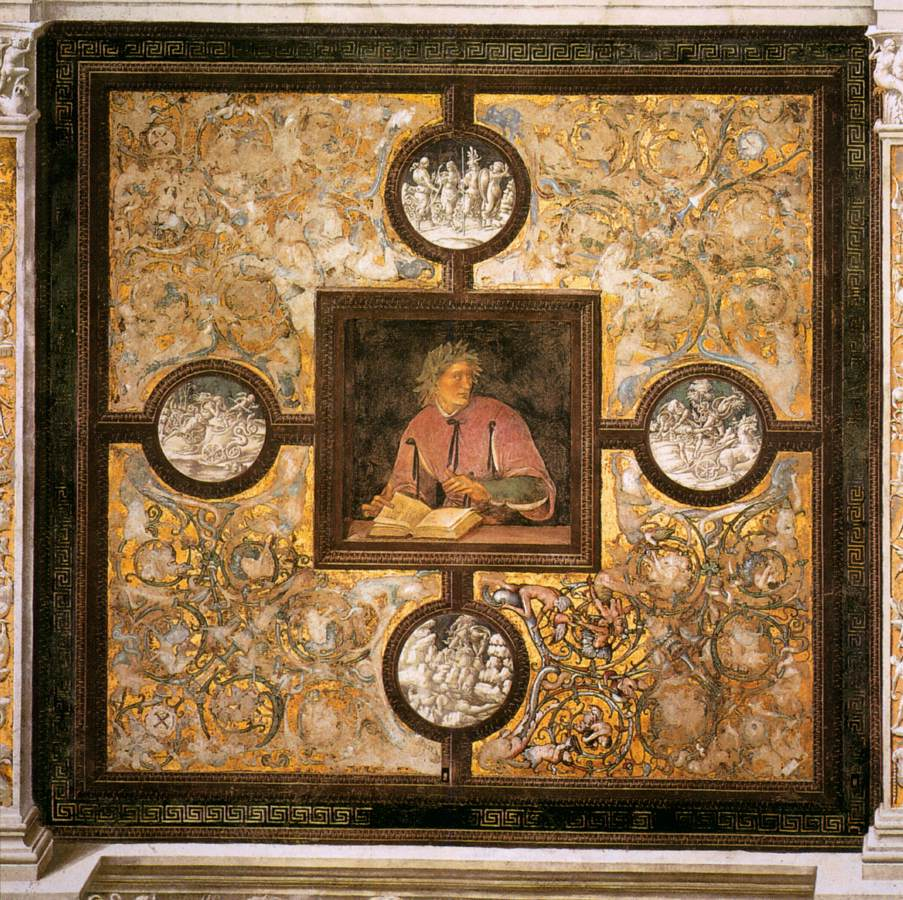
Claudiano
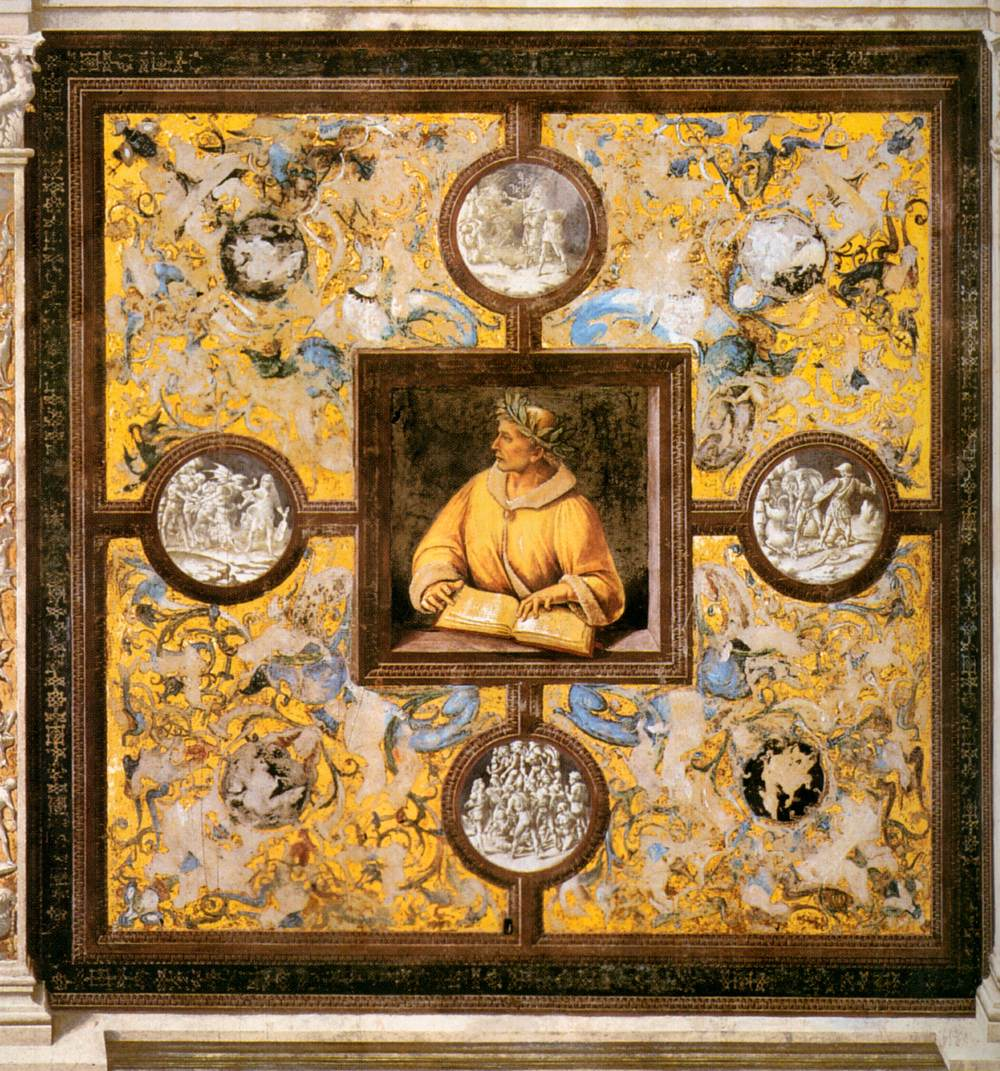
Ovidio
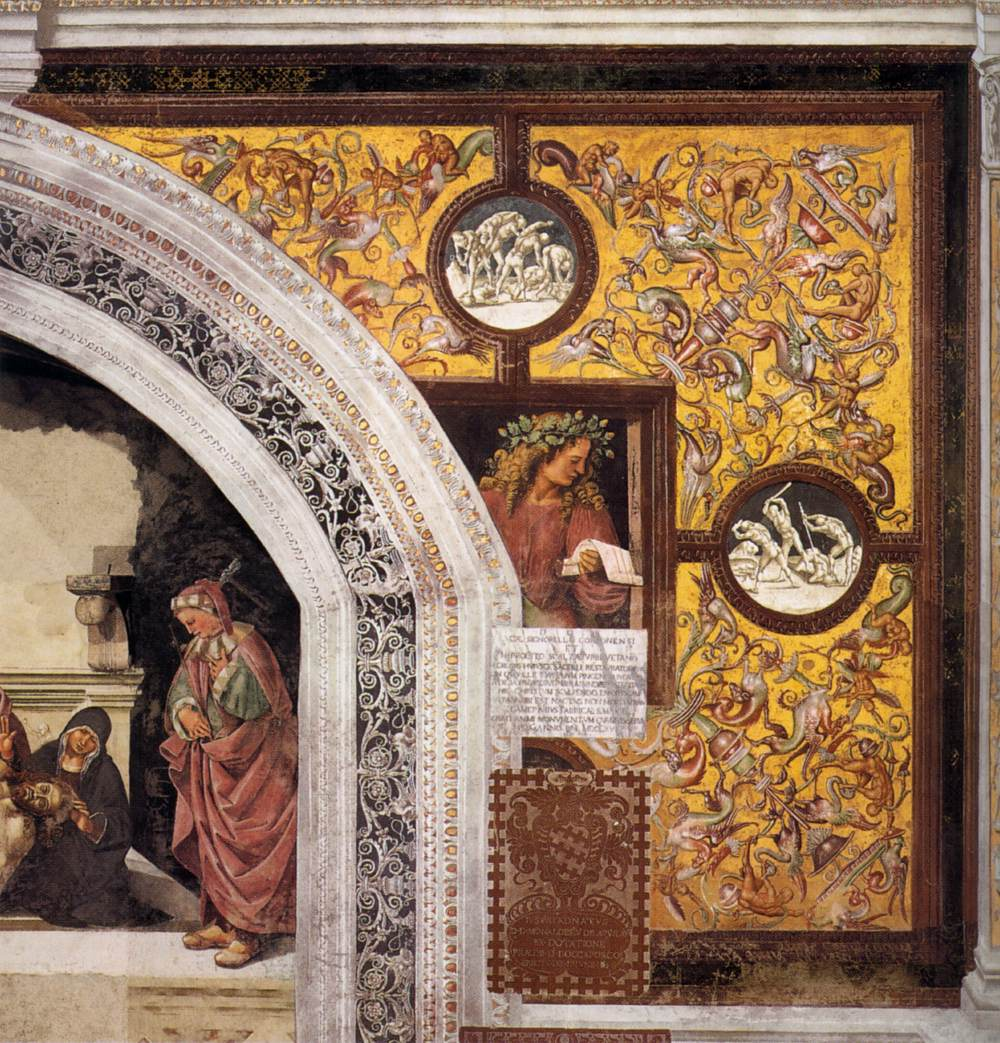
Tibullo

##### Parete d'ingresso
Nella parete di ingresso sono affrescati due oculi, con due uomini: a sinistra, quasi illeggibile per l'apposizione nel Settecento del monumento funebre al cardinale Ferdinando Nuzzi, rimosso nell'Ottocento, si vede un uomo comune rivolto all'altare, e quindi alla Salvezza; a destra un altro uomo comune (già identificato senza prove di sostegno con Empedocle), sgomento dinnanzi al manifestarsi degli ultimi giorni, in evidente contrasto con la previdente accettazione dell'altro.

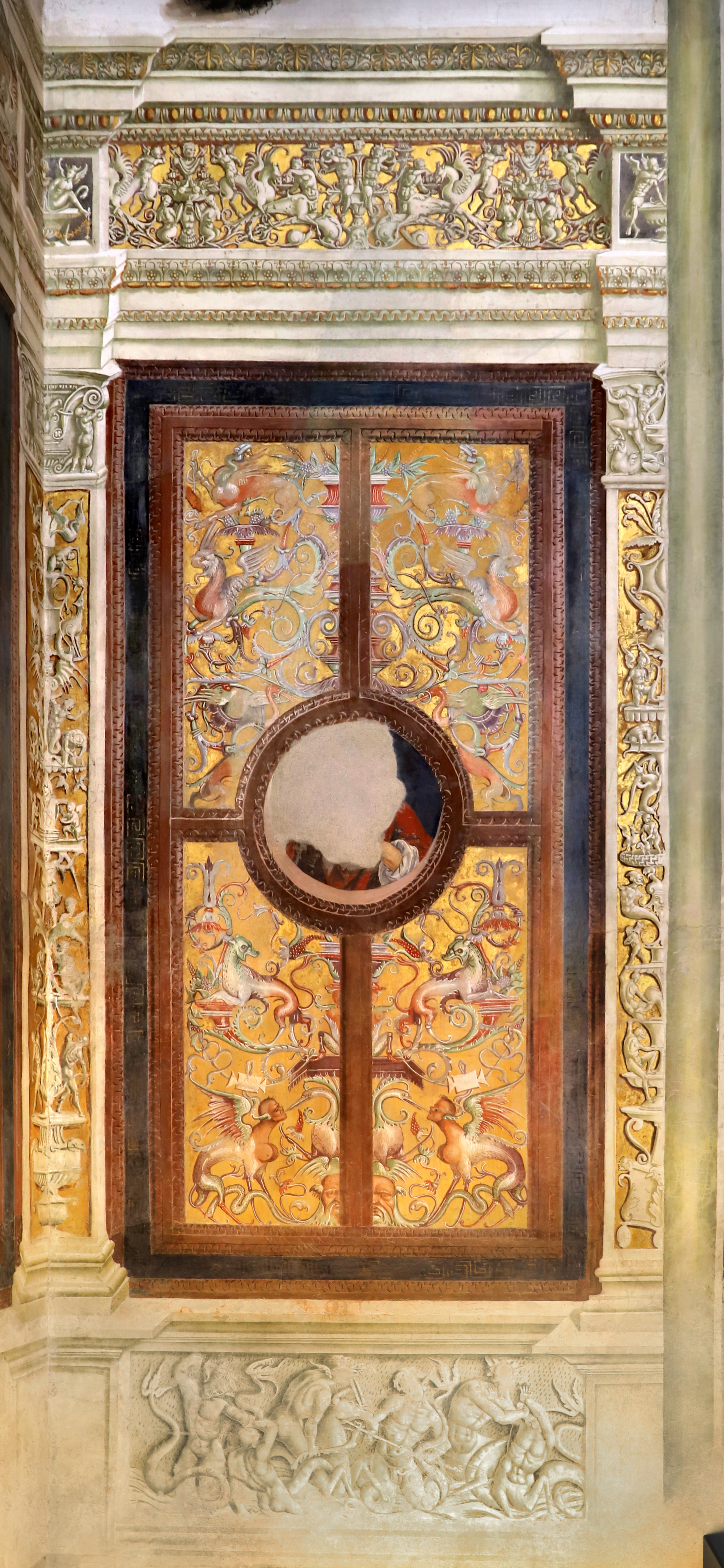
Figura illeggibile
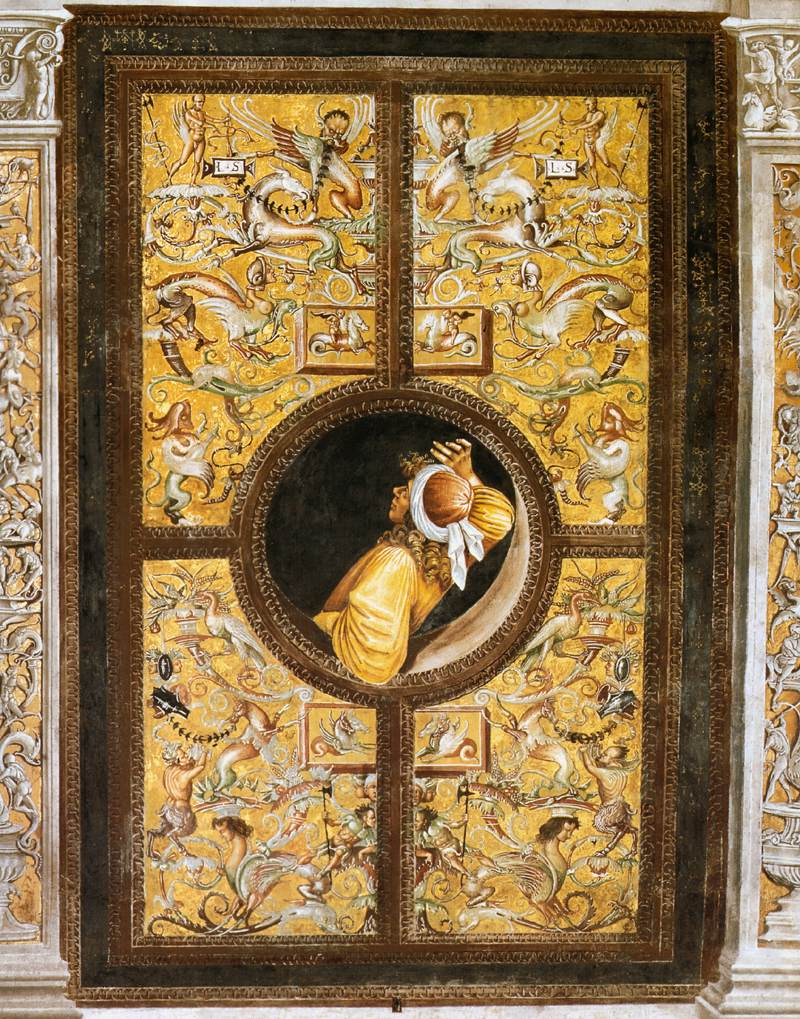
Cosiddetto "Empedocle"

### Cappellina dei Corpi Santi
La cappella, ricavata nello spessore della parete destra, conteneva i corpi dei santi Faustino e Pietro Parenzo entro un sarcofago ancora in loco, oggetto di grande devozione in città. Sotto le mensole che reggono la cassa marmorea, Signorelli dipinse un toccante Compianto di Cristo morto tra i due santi orvietani, affresco di grande pathos soprattutto se letto alla luce del racconto di Vasari secondo cui nel corpo di Cristo l'artista ritrasse quello del figlio Antonio appena morto di peste a Cortona, nel 1502. La scena sarebbe infatti una replica autografa del Compianto del Museo diocesano di Cortona. Sui fianchi della cappellina si vedono le scene di martirio dei due santi.

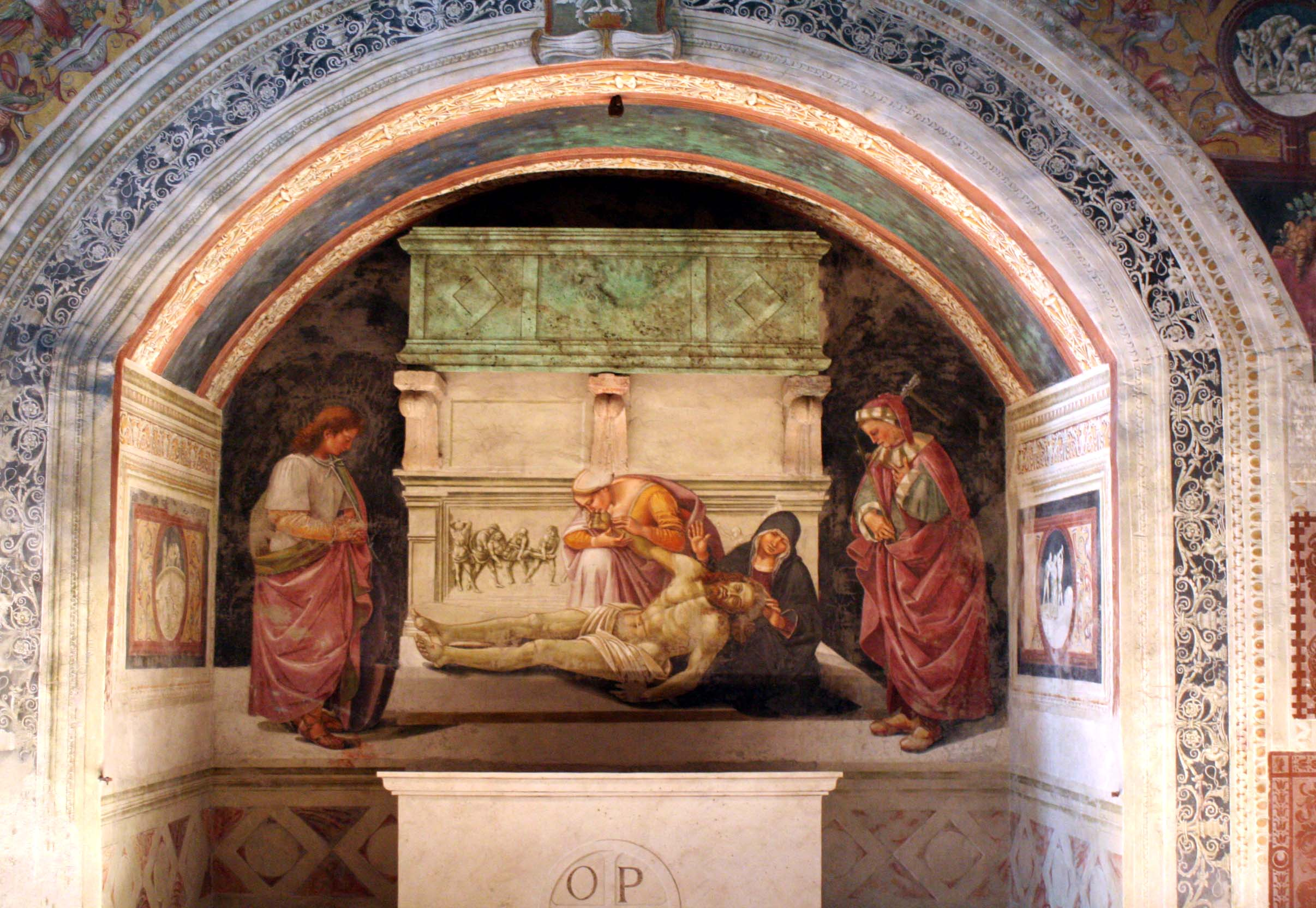
Cappellina dei Corpi Santi
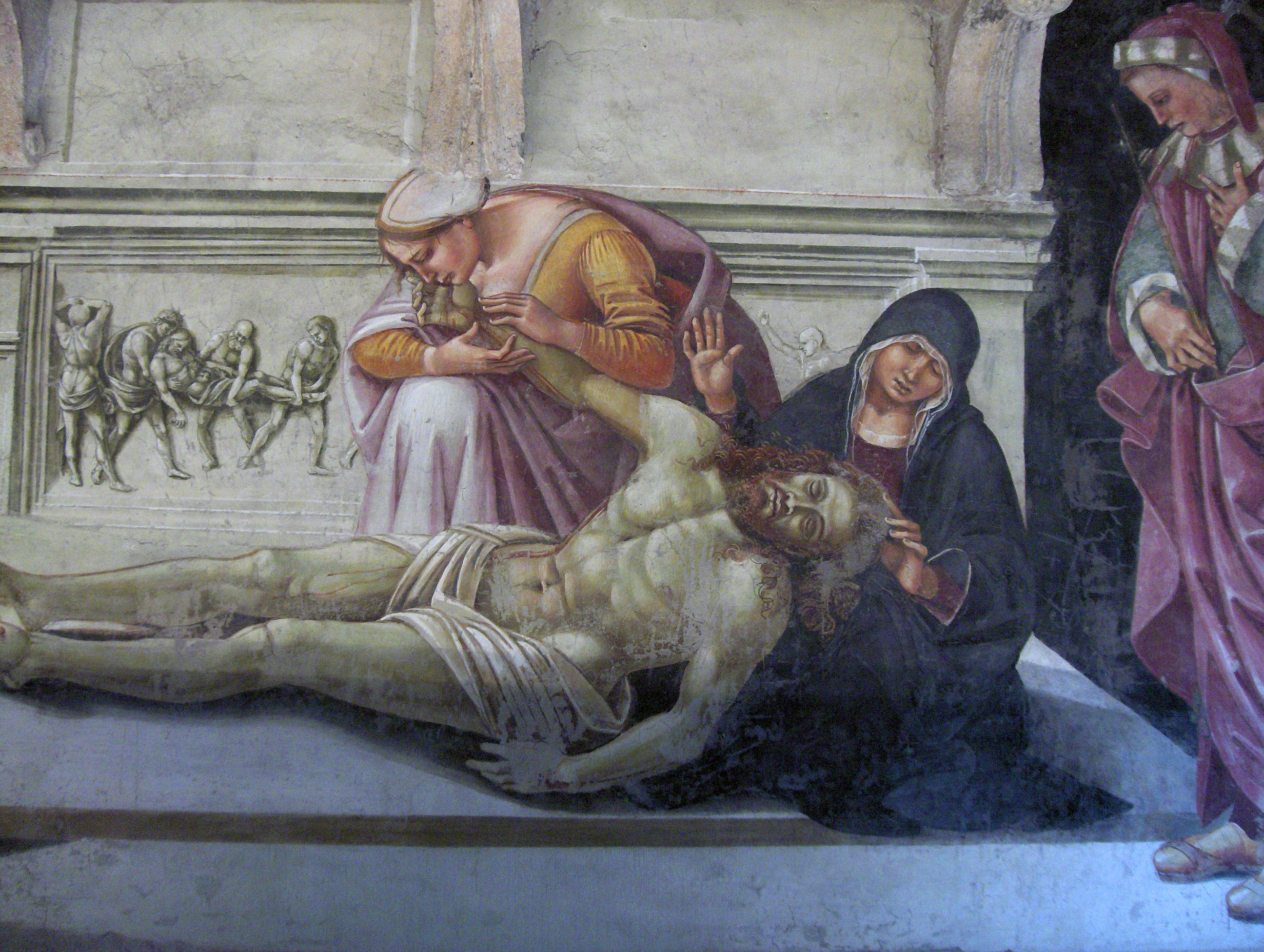
Compianto
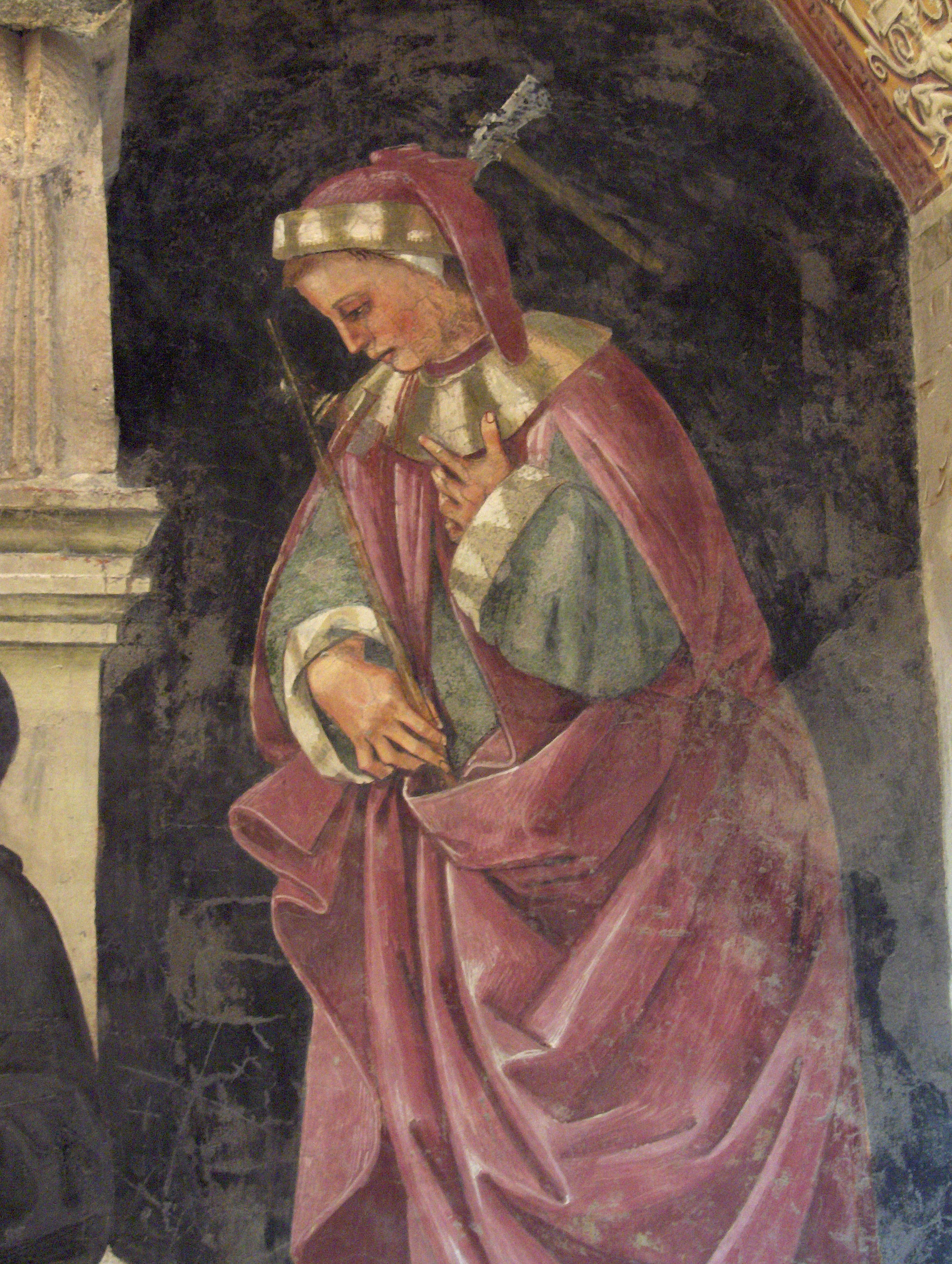
San Pietro Parenzo

### Cappellina Gualterio
Nella parete sinistra si apre la piccola Cappellina Gualterio, finita di decorare nel 1736. L'altare, ornato di marmi policromi, venne completato entro il 1724 e conserva una tela con i Santi Carlo, Giovanni Battista, Giovanni evangelista, Maria Maddalena e Agnese, di Domenico Maria Muratori (1724).